# 乃木坂46
乃木坂46（日语：／ Nogizaka Fōtīshikkusu */?）是日本大型女子偶像組合，成立於2011年8月21日；其出道時定位為另一女子偶像組合AKB48的「官方對手」（公式ライバル），有獨立的營運團隊，行銷策略及團體風格也與AKB48系列團體不同，惟總製作人同樣是秋元康。目前共有39名成員，其中隊長為梅澤美波，副隊長為菅原咲月。其與2015年8月21日成立的櫸坂46（後更名為櫻坂46）、2018年8月20日成立的吉本坂46、以及2019年2月11日自櫸坂46獨立的日向坂46，構成大型偶像組合系列「坂道系列」。

## 概要

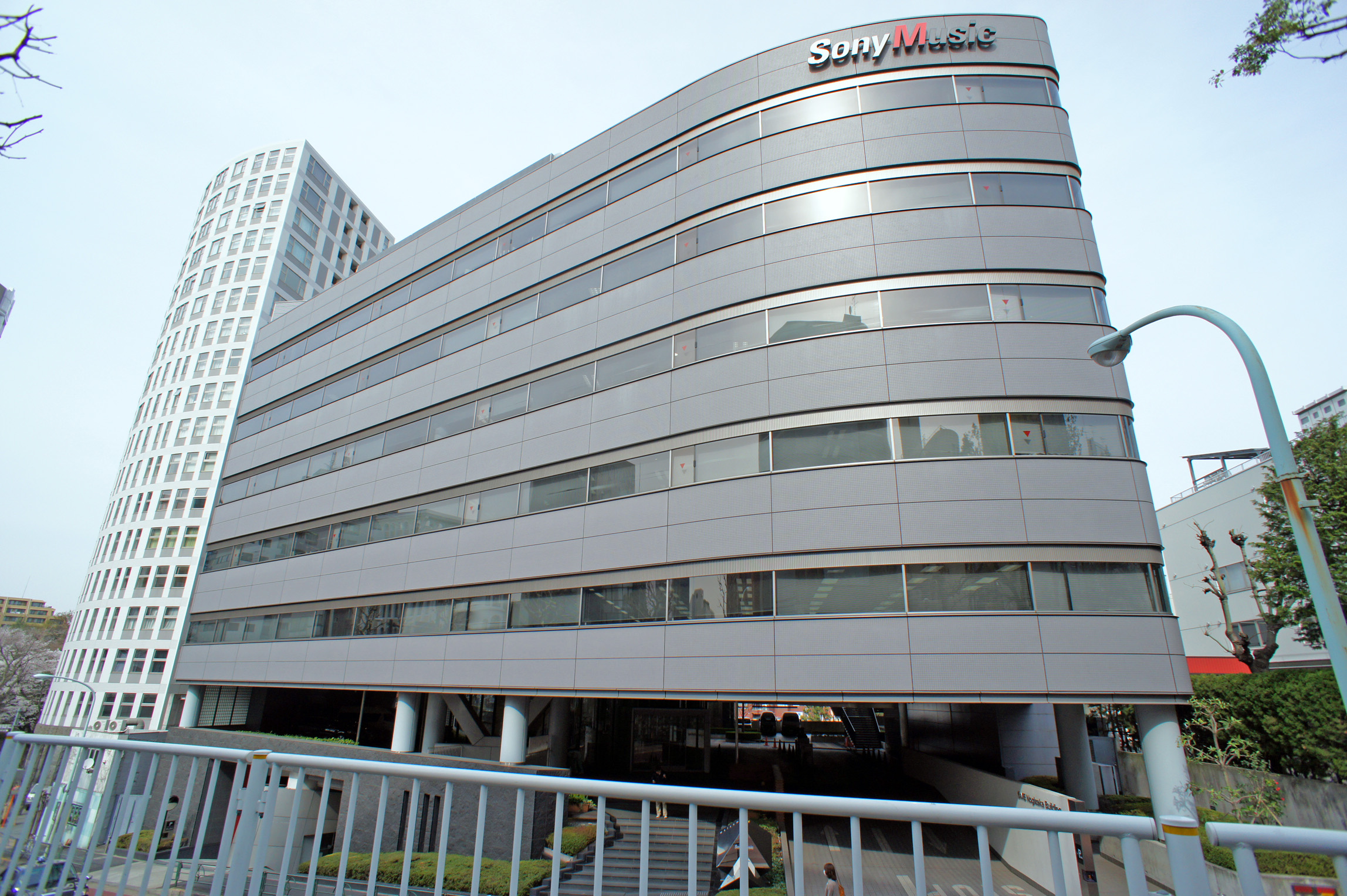
SME乃木坂大樓（攝於2012年4月10日）

乃木坂46最初是做為「AKB48官方對手」而成立的女子組合。与AKB48及其姊妹組合（如SKE48等）不同，舉行公演时并不擁有專屬表演場地（如AKB48剧场），但操作方式較為專業。在组合成立初期，據总制作人秋元康所述，公演上半部份結束後，将由觀眾投票決定下半部份的編舞排位，但后期此想法并未付诸一般化。團名取自坐落東京都赤坂地区乃木坂附近的「SME乃木坂大樓」，該建築為所屬唱片公司日本索尼音樂的前辦公大樓之一（於2018年2月16日售予傑尼斯事務所），亦是乃木坂46一期生最終甄選會的舉辦地。根据秋元康所说，组合名称中的「46」象徵「就算人數比AKB48少，也具有不遜於AKB48的幹勁」。

### 成立背景
自2006年主流出道以來便一直从属於日本索尼音樂旗下唱片厂牌DefSTAR Records的AKB48，因為在2008年2月發行的第8張單曲《櫻花的花瓣們2008》的銷售方式發生糾紛，被指違反獨佔禁止法，日本索尼音樂與AKB48方面的合約最終宣告結束。然而自從同年移籍至國王唱片發行音樂作品後，AKB48便成功度过艰难期，一举成为“国民偶像”。这一变化对索尼产生了极大的冲击，索尼方面的负责人曾对此评论道“放走了一条大鱼”、“非常不甘心”。因此，日本索尼音樂於2011年与擔任AKB48總製作人的秋元康合作，计划组建一个全新的女子组合，这即是后来的乃木坂46。本來，日本索尼音樂打算以總部所在的地名「六番町」用作團名，但秋元康提案用「乃木坂」，兩方經過討論後才決定以後者做為團名。组合结成时其中不乏許多入團前已從事演藝工作的成员，如模特伊藤萬理華和深川麻衣，NitteleGenic2011候补生井上小百合，MissMagazine2011的衛藤美彩，青春女子学园的川后阳菜和能条爱未，SPL∞ASH的中元日芽香等等。面对当时逐渐壮大的AKB48，日本索尼音樂选择将未来赌在了乃木坂46的发展之上。

### 團體特色
总制作人秋元康在成立之初曾表示，“如果和AKB48向着完全相同的方向发展是绝对无法成功的，要看得更远” 。在此原则下，乃木坂46的團體運作與AKB48系列團體既有部分相同之處，也存在一些细节上的创新和差异。其中相同之处例如單曲作品採取「選拔成員制」、歌曲表演設有「Center」（センター；中心位置成員）、会定期举办握手會活動、擁有專門的經營單位等。團體整体風格偏向「私立女校」的典雅氛圍，與AKB48系列團體較為大眾化的「公立女校」路線不同。

#### 握手會
與AKB48系列團體相同，乃木坂46在發行新的單曲或專輯後，會同步在日本全國數個城市巡迴舉辦「發行紀念握手會」（発売記念握手会）。会场内可以在有限时间内与参与握手会的成员进行握手、交流等简单的近距离互动。握手会分為「全國握手會」及「個別握手會」兩種。
- 全國握手會的參加券附贈於乃木坂46音樂作品的「初回限定盤」[註 3]。會場內由數個成員組成一個「列」（[註 4]），歌迷則在進入會場將參加券兌換為正式入場券時，同時選擇想要握手的列別。在握手会活動開始前，都會先举行由当日出席握手會的成員参与的小型表演活動（ミニライブ）[13][14]。
- 個別握手會的參加券並不附贈在一般渠道所銷售的版本中，而是附贈於僅限由網路販售的「個別握手會參加券隨附普通盤」（個別握手会参加券付通常盤；下文簡稱「個握盤」），該作品版本等同於AKB48系列團體的「劇場盤」[註 5]。相對於全國握手會，個別握手會的「列」是以單一成員為單位，也沒有Live表演活動。透過每一列的队列長度，或是由个别握手会抽选情况，就可顯示出成員的人氣。個握盤的銷售方式採用「抽選制」：歌迷進入唱片公司指定的販售網站登記要購買的數量後，以抽籤的方式決定是否成功購入。個握盤最初是透過KADOKAWA旗下的「Chara-ani Chance」網站銷售[15]，但第六張單曲《女生规则》後改由日本索尼音樂旗下子公司「索尼音樂行銷（日语：ソニー・ミュージックマーケティング）」經營的「forTUNE music」網站銷售[16]。

#### 组合形象与活动

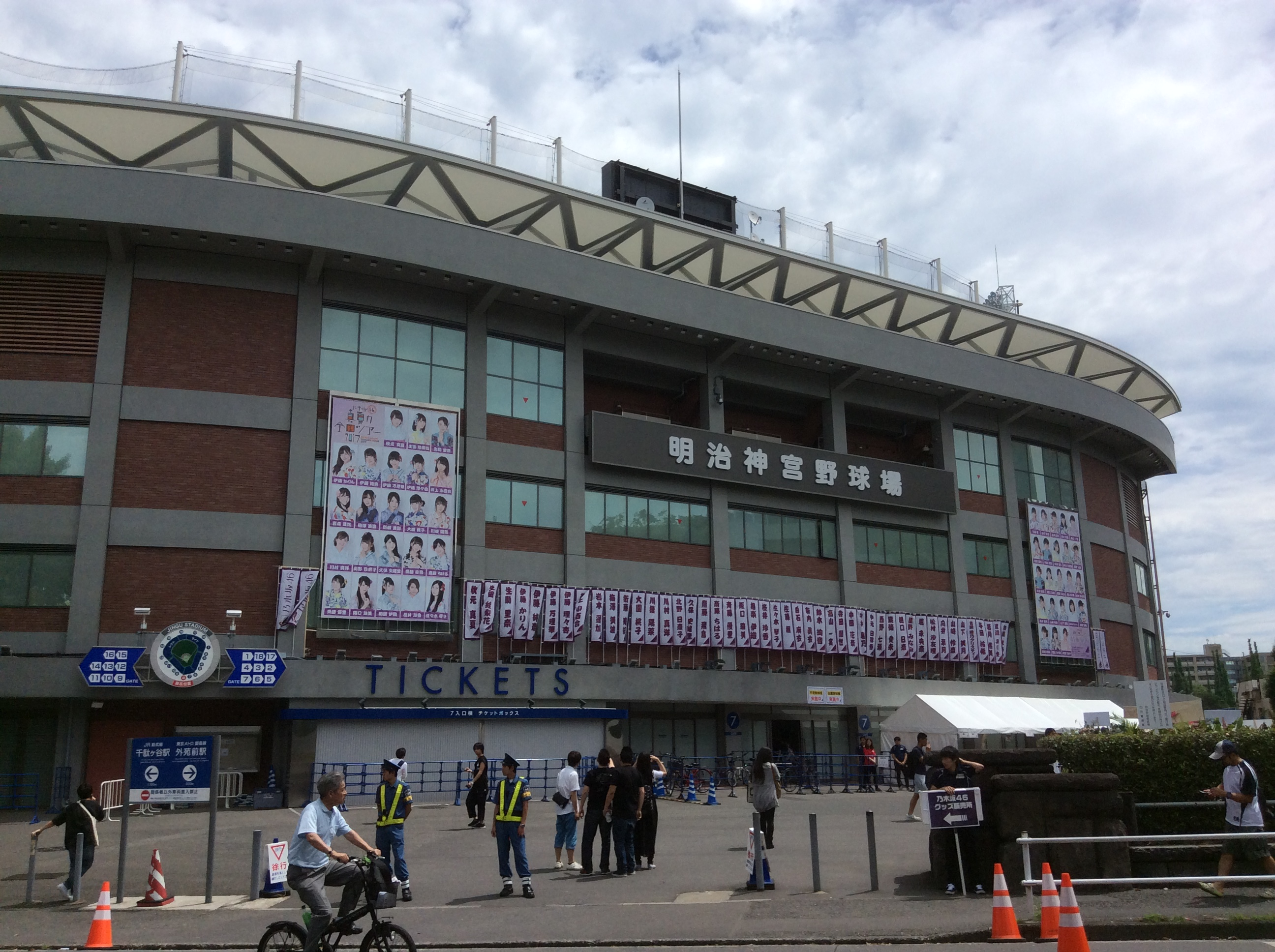
2014年起做為乃木坂46每年「盛夏的全國巡演」东京场场地的明治神宫棒球场。此场地同时也是該團4周年、6周年生日演唱会的举办地。

由于缺少类似AKB48集团的线下专属表演剧场，乃木坂46的形象更多的在《乃木坂在哪裡？》、《NOGIBINGO!》等冠名综艺和MV中，通过成员们的表现进行完善与丰富。而成员们的各自的个性则往往体现在每张发行单曲CD所附带的特典视频当中。通过尝试让新人导演与选拔成员合作拍摄成员的个人PV，在为制作队伍发掘优秀制作者的同时，也能挖掘出成员独特的一面。由此，成员们的个性与团体整体的风格共同构成了乃木坂46独特的形象与文化。

乃木坂46雖然沒有AKB48集团中的分隊制度，但与其设计相似，每张单曲发售时将进入单曲标题曲选拔名单的成员称为“选拔成员”（選抜メンバー），未进入的成員稱為「Under成员」（アンダーメンバー）。Under的地位相當於團內另一支独立队伍，除了固定收錄在每张單曲B面的歌曲之外，營運团队也會為Under成員們安排名為「Under Live」（アンダーライブ）的巡迴公演，或是安排《乃木天》等专属综艺节目，使她們也能有一定的出鏡機會。这使得每个成员在能发挥出自己的能力的同时相互之间也能有一定的竞争。

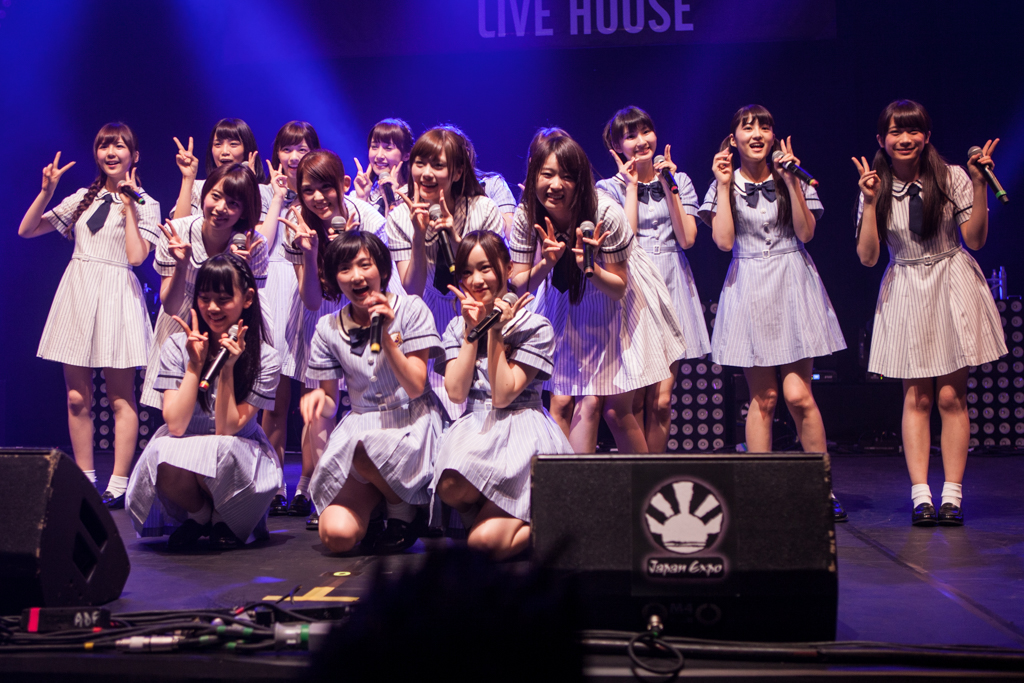
乃木坂46主要成員至法國巴黎參與2014年日本博覽會

有別於AKB48系列團體因活动據點散布日本各地而擁有「在地偶像」特質，乃木坂46的活动面向日本全國，與一般的日本偶像團體相同。除了在各地举行单曲发售纪念的握手会活动外，在每年春季2月20日左右通常会固定举行“生日演唱会”（Birthday Live），在暑期的7、8月份在日本多地举行 “盛夏的全国巡演”，單曲宣傳期則會舉行「Under Live」。以上三者共同构成每年固定的公演体系。

#### 舞台剧
以培养出拥有一定演技的偶像，并发展为形如剧团的女演员团体为目标，乃木坂46每年均会安排各类舞台剧公演。其中以《16人的主角》（16人のプリンシパル）系列舞台剧较为特殊，在表演过程会由观众投票决定哪些成员参与舞台剧表演，通过投票结果决定她们出演的角色，由此评价成员的实力与人气。由于包含观众投票环节，此舞台剧一定程度上也与AKB48通常每年都会举行“选拔总选举”性质相似。但《16人的主角》演出并非每年都会举办，也并非所有成员都会参与。现在一般为招募新成员后不久举办的面向新人的专有展示舞台，能够上台表演的成员由16人缩减为3人，名称相应改为《3人的主角》（3人のプリンシパル）。除了《16人的主角》，曾经登台表演的舞台剧也包含《女子落语》、《每隻狗都上天堂》、《美少女战士》等，形式涵盖落语、日本传统舞台剧、音乐剧等，内容与形式较为多样。

#### 音乐与舞蹈风格
为了区别于现有偶像团体并确定其音乐风格，乃木坂46最初选择了法国流行音乐风格。服装则与音乐保持风格一致，通过以紫色为主色调配以其他淡色调的裙子加之以白色三折袜和单带珐琅鞋，从而带给大众“精致的法国高中生”的印象。法国流行音乐路线从《窗帘围绕》一直延续至第3張單曲《冲吧！Bicycle》。从第4張單曲《制服模特儿》开始，团体风格改变，音乐、服装风格相应地发生变化。这之后的单曲通常不局限于某种特定的风格，每一张单曲往往都具有其独特之处。从整体而言，不同年份同一季节发布的单曲常常具有某些共同点，例如夏天发布的单曲的曲风相比其他季节通常显得更加欢快、明亮。
舞蹈方面，自组合成立以来，第1至5張单曲的编舞均由南流石担当。这之后随着姊妹團櫸坂46因编舞师TAKAHIRO高度風格化的編舞而大受歡迎，乃木坂46的第17張單曲《大影響家》與第20張單曲《同步巧合》也请來著名编舞師Seishiro为其編舞。这兩首單曲相比其他單曲的編舞更為複雜，強調走位與手部動作。濃厚的藝術風格使这兩首單曲備受讚譽，各獲得了當年的日本唱片大獎。

#### 成员流动
乃木坂46自創團後直至2025年為止，透過6次公開成员招募及與48集團交換兼任成員，共計6次加入新成員。所有通過甄選會加入的成員均會按時序劃分期別。在第四次甄選會（坂道合同新規成員甄選會）後，其中11名合格者隨即於2018年11月29日以4期生身份入籍乃木坂46（一般稱為元4期）。另外5名合格者則於2020年2月16日，以坂道研修生的身份入籍，同被編為4期生（一般稱為新4期）。而唯一一次並非通過甄選會加入的成員是SKE48的成員松井玲奈，松井於2014年4月24日以交換留學生的身份，加入乃木坂46，並一直活動至2015年5月14日兼任結束為止。
在2期生加入時，曾經仿傚AKB48引入研究生制度，所有2期成員均被列為研究生，在昇格為正規成員前，除部份大型公演外，不會參與團隊活動，也不參與歌曲錄製。與AKB48類似，研究生可經由營運公開宣告昇格，此後即會進入「選拔/Under」機制，參與不同組別的活動及歌曲錄製等。另外若被選中進入單曲表題曲的選拔名單（即選拔組），也等同昇格，即時進入「選拔/Under」機制。而當最後6名2期研究生於2015年2月22日昇格後，此制度便從團隊中消失，未再於後來的期別中施行。
於第17張單曲《大影響家》中，首次出現期別曲，由單一期別演唱，成為除表題曲和Under曲外的第三類常規歌曲。由3期生開始，新成員入籍後均有一段獨立活動期，期間只會參與期別曲錄製及自身期別的活動。
相對於新成员的加入，成员也會主动选择离开团体，通常称此为“毕业”（卒業）。成员从团体正式毕业后，包括单曲选拔、团体冠名综艺等以团体成员名义参与的活动随之终止，個人網誌也會於短期內從官網中刪除，其個人消息亦不會再於官網中登載。毕业后的成員多數选择以個人名義继续從事演藝活動，其中包括時尚雜誌模特、演員、個人音樂活動、電台節目主持等，有些亦是在团期间即在进行的工作。也有成员會在毕业后從演藝界引退，不再从事相关活动。

#### 坂道系列组合
2015年起，以乃木坂46为首，衍生出數個同樣以「○○坂46」命名的偶像組合。目前包括同由日本索尼音乐娱乐运营的乃木坂46、榉坂46（現櫻坂46）、日向坂46，以及日本索尼音樂娛樂與吉本興業共同运营的吉本坂46在内共四个团体，共同构成坂道系列（坂道シリーズ）。四团名称虽然均由汉字坂和数字46相组合，且同由秋元康担任总制作人，但团体之间的风格和运营模式各有差异，例如榉坂46相比乃木坂的法式浪漫风格显得更加冷酷帅气，带有对大人与社会的反抗色彩；日向坂46由原隸屬於櫸坂46之下的「平假名榉坂46」改編獨立而成，整体风格偏向于表达青春期女孩的心思；吉本坂46与均为女性构成的前三团不同，為不限制性别的由吉本興業旗下藝人組成，團員多兼具搞笑藝人身分。

#### 圓陣的口號
「預備！乃！（拍手4下）抱！（拍手3下，3下）抱！預備！努力！感謝！ 笑容！ 我們是乃木坂上坡！46！」（せーの! のー!ぎゅー!ぎゅー! せーの! 努力! 感謝! 笑顔!うちらは乃木坂上り坂! 46!）這句口號主要在演唱會前的圓陣中使用。

### 官方哥哥
從初期的冠名節目《乃木坂在哪裡？》到現在《乃木坂工事中》皆擔任主持人的香蕉人，被視為乃木坂46的「官方哥哥」（公式お兄ちゃん），深受成員們及粉絲的喜愛。

## 歷史

### 2011年－2014年：探索路线

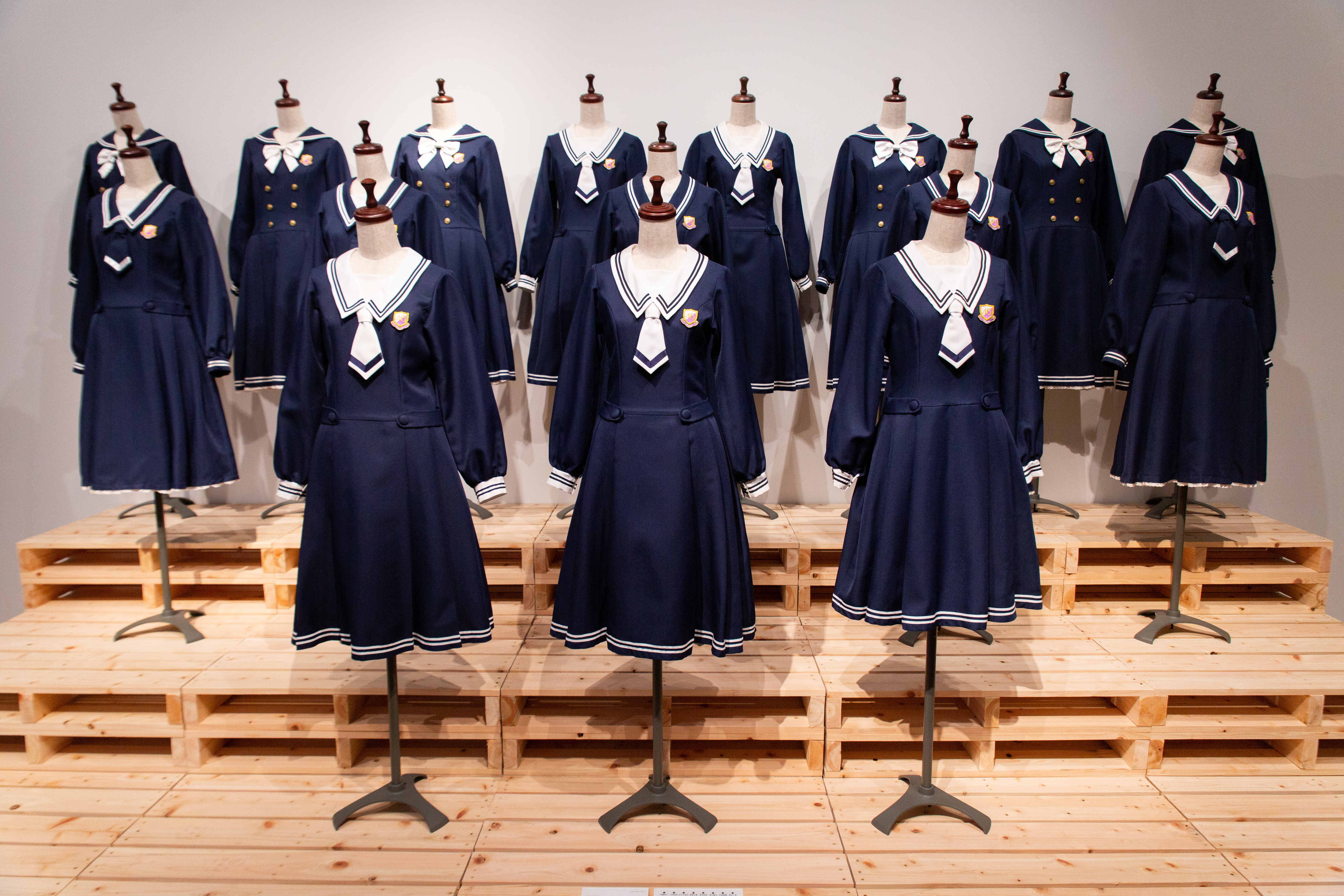
《你就是希望》（2013年）的制服衣装。此曲以钢琴为主旋律，加之以回旋曲的构成和适于合唱的独特设计，成为了乃木坂46早期的代表歌曲。图中三排成员衣装的领口、袖口以及衣服的下摆在设计上均有细微差异，并非完全相同。

自2006年来一直由日本索尼音乐發行音樂作品的AKB48，於2008年移籍至国王唱片。几年后，AKB48度过艰难期并飞速成长：截至2012年的第26张单曲连续7张单曲销量破百万，于2011、2012年连续两年夺得日本唱片大奖，并在2012年连续三天在东京巨蛋进行演出，成为了名副其实的“国民偶像”。做为AKB48的前唱片公司，索尼音乐感到非常不甘心，于是其再度与AKB48总制作人秋元康商讨合作，计划组建一个全新的女子组合。
2011年6月28日，以“成立AKB48官方对手”为名，日本索尼音乐向社会公开进行第一次乃木坂46成员甄选，并在宣传海报上保证出道后即会有常规电视综艺和单曲，总制作人秋元康亦在海报中留言：“能用5個月追上AKB48走過的5年嗎？”。8月21日，從38,934人選出的36名成員首次亮相，其中16名暫定為「選拔成員」。10月2日，《乃木坂在哪裡？》（乃木坂って、どこ？）開始在東京電視網播出，由香蕉人担任主持人，成为组合首个冠名综艺节目，并在后来承担着进行单曲选拔成员发表与进行单曲大卖祈愿活动的作用。
2012年1月19日，乃木坂46的首张单曲选拔成员来到《AKB48 重温时间 最佳曲目100 2012》，并在开场时在台上首次公开表演了出道单曲《窗帘围绕》。担任单曲中心位置成员（Center）的生驹里奈在舞台上感动而泣，在哽咽之中对着台下的AKB48的观众说出“我们有必须要超越的目标，那就是……AKB48”， “我们还不成熟，谢谢大家让我们站在同一个舞台，我们会尽全力以上的努力，为将来能真正的成为（AKB48的）对手而努力。” 。2月22日，《窗帘围绕》正式发行，其中包含的歌曲《可能想见你》与AKB48的歌曲《想见你》在歌曲的构成与MV的拍摄上都极为相似，二者歌词完全相同但曲调完全不同，MV的拍摄手法相同但拍摄季节完全相对。在这样的设定下，乃木坂46初期作为AKB48的影子（shadow cabinet）的印象逐渐建立起来，大众的认知度也由此逐渐提高。3月3日，乃木坂46于东京都读卖乐园举行首次全国握手会，到场人数约5000人。
9月1日-9日，首轮舞台公演《16人的主角》（16人のプリンシパル）于PARCO劇場举行。每场公演均分为两个部分。第一部分包括歌曲表演、成员自我介绍和舞蹈审查三个环节，随后观众在中场休息时投票决定可以于第二部分演出的16名成员。第二部分为名为《爱丽丝 in 乃木坂》（アリス in 乃木坂）的音乐剧表演。投票中如果成员得票越高，就可以饰演舞台剧中戏份更多的角色，其中得票最多者会饰演主角“爱丽丝”（アリス）。由于乃木坂并没有类似AKB48的单曲选拔总选举制度，此舞台剧流程设计上具有类似的性质。
2012年12月19日，第四张单曲《制服模特儿》发布，标志着乃木坂早期法国流行音乐风格的结束。此前发布的三张单曲总销量达到67.3万张，销售额达到8.7亿日元，在当年的新人销售额排行榜中位列第一。
2013年3月13日，乃木坂46的第5张单曲《你就是希望》发布。同年7月13日，第六张单曲《女生规则》发布，Center首次由生驹里奈更換为白石麻衣。并且截止到次年10月8日发布的第十张单曲《第几次的蓝天？》，中心位置成员往往不再固定由某个成员担任，这一传统也在后来的单曲中也同样有体现。除出道单曲外，每张单曲发布时均能占据Oricon公信榜当周周榜首位。
2013年2月22日，为纪念出道单曲《窗帘围绕》发售一周年，乃木坂46在幕张展览馆举行了首次“生日演唱会（Birthday Live）”。该演唱会长达三小时，演唱了包括即将发布的新曲和出道以来所有歌曲在内共27首歌，现场约有9000位歌迷参与，为乃木坂46截至当时规模最大、时间最长的演唱会。同年8月，组合自札幌开始，于福冈（23日）、大阪（27日）、名古屋（28日）、东京（30日）五大城市举行了演唱会“盛夏的全国巡演2013”（真夏の全国ツアー2013），并追加一场在代代木第一体育館举行的名为“盛夏的全国巡演2013 FINAL!”的演唱会。此外，其上午场还宣布了组合将于12月20日首次在日本武道馆单独进行演唱会的消息。由此，乃木坂46每年由“生日演唱会”和“盛夏的全国巡演”二者构成的演唱会公演体系正式固定下来。2014年7月25-26日，“乃木坂46 UNDER LIVE”在AiiA Theater Tokyo举行，此后Under成员专属的Under Live也加入到每年的固定公演体系之中。
2013年3月31日，乃木坂46启动了第二次成员招募。在5月3日至12日的东京场《16人的主角deux》表演日程中，每天公布一名二期生成员，她们最后以研究生身份加入组合活动。至2015年2月22日的三周年生日演唱会的期间，所有二期研究生分批升格为正式成员。
2014年5月30日－6月15日，举行《16人的主角trois》公演，此亦为“16人的主角”系列公演的最后一场，此后乃木坂46开始向普通舞台剧公演模式改变，直到两年后三期生加入时此类型公演才以“3人的主角”名义重新出现。
在这一时期内乃木坂46与AKB48仍有较为频繁的合作。2013年6月7日，由于AKB48次日有公演活动，以队长樱井玲香为首，包括白石麻衣和桥本奈奈未共三人代班主持了AKB48在日本放送的广播直播节目《AKB48的All Night Nippon》。在年底12月17日举行的“第3届AKB48红白对抗歌合战”上，AKB48成员渡边麻友在惊喜出演的乃木坂46成员生田絵梨花的钢琴伴奏与和声下在现场演唱了《你就是希望》。
在次年2月24日的 “AKB48集团大组阁祭”中，乃木坂46成员生驹里奈被宣布将以“交换留学生”身份兼任AKB48 Team B成员，同时SKE48 Team E成员松井玲奈也以相同名义兼任乃木坂46成员，这一交换兼任于4月22日正式施行。此兼任一度在组合成员和粉丝内产生一些争议，由于本次兼任对乃木坂作为“官方对手”存在的意义发出了挑战，部分粉丝甚至联名写信给组合制作人秋元康和运营委员长今野義雄，希望停止兼任活动。但最终双方的兼任并未受到影响，乃木坂也并未和AKB48集团同化，成员向着展现各自个性的方向进一步发展。2014年3月1日，于NHK BS Premium频道播出的节目《AKB48 SHOW!》首次以“乃木坂46 SHOW!”名义播出乃木坂46特别节目，直到2019年该节目完结时均以不定期方式播出。

### 2015年：蜕变与坂道系列的诞生

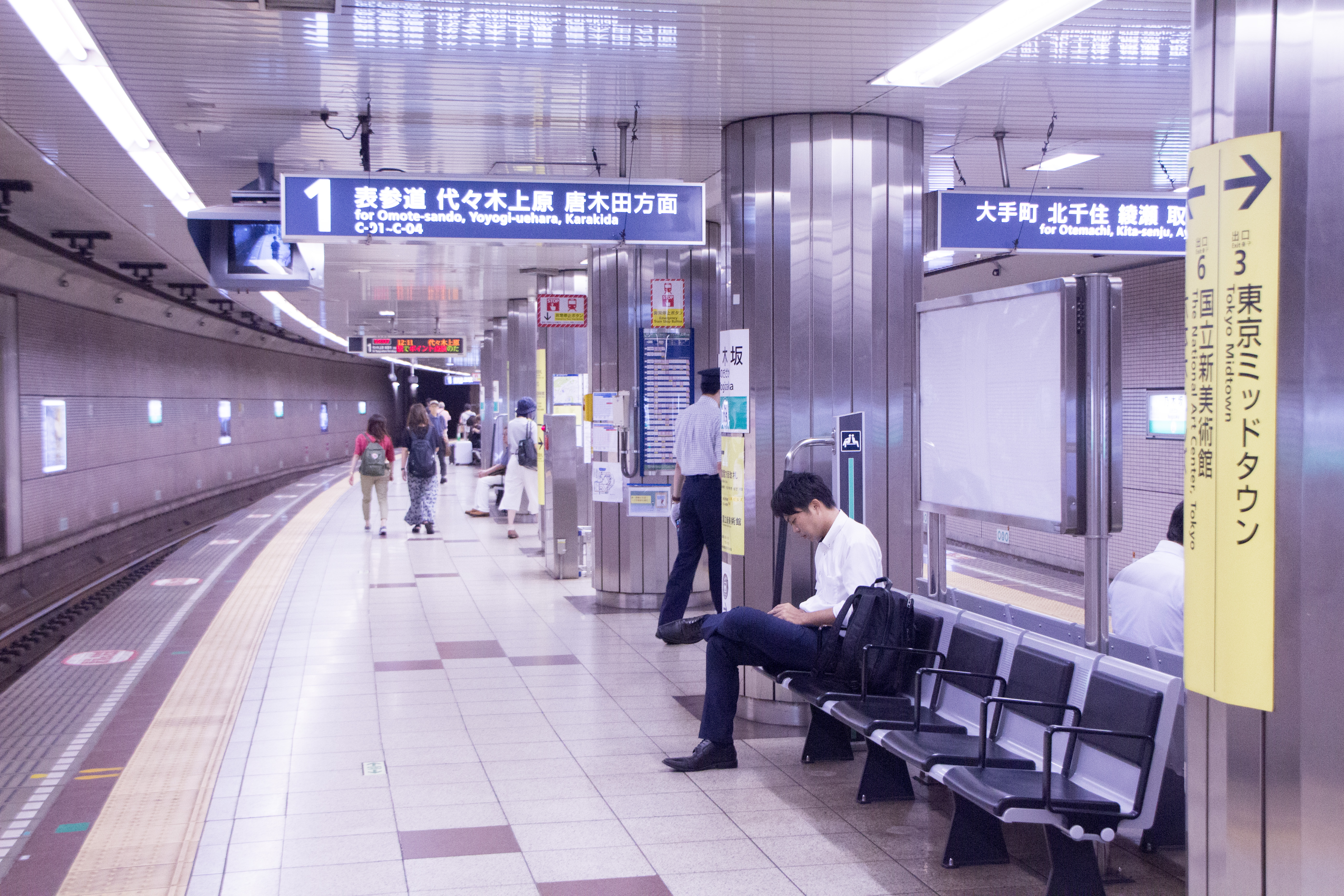
乃木坂站（摄于2016年），此视角亦是首张专辑《透明色》Type-B的封面取景。

1月7日，乃木坂46首张专辑《透明色》发售，其中收录了出道至今合计十张单曲的标题曲，另有八首新曲和由歌迷票选出的各单曲中的C/W曲共十首。4月19日，自出道以来长期播出的冠名节目《乃木坂在哪里？》播出最后一集，次周起播出由同一团队制作的冠名节目《乃木坂工事中》，节目特色和编排上相应进行了一些改变。
7月10日，首部官方纪录片《忘记悲伤的方法 Documentary of 乃木坂46》公开上映，影片从成员母亲们的视角讲述了自组合成立以来几位成员的经历与改变。7月11日，东京电视台播出首部由组合成员主演的电视剧《初森BEMARS》。12月23日，乃木坂46在“第48回Oricon年度排行榜2015”中“歌手总销售额排行榜”中获得第6名，年创收44亿9000万日元，总销量达到238万4000张。此外公布排行榜的同一天亦发售了第1部总音乐影片集《ALL MV COLLECTION～当时的少女们～》，收录了第一到第十三张单曲共57首音乐对应的音乐影片和制作花絮。
12月31日，组合成立四年来首次在NHK红白歌合战进行演出，并演唱代表曲——第五张单曲《你就是希望》。
2月22日的三周年生日演唱会尾声，最后6名二期研究生全部升格为正式成员，同时宣布“乃木坂46新项目一期生成员募集开始”。3月26日，AKB48于埼玉超级竞技场举行春季单独演唱会，并在演出中宣布生驹里奈和松井玲奈的交换留学生身份结束。6月27日，营运方公布此前预告的新项目为全新“鸟居坂46”，鸟居坂46的成员募集活动即将开始。新组合名称于8月21日的最后审查会上更换为“榉坂46”，共有22人成為榉坂46的創始成員（後來1人辞退）。榉坂46的诞生，意味着乃木坂46真正脱离了AKB48的影子形象，开始了属于自己的独立活动。

### 2016年－2017年：新成员加入与音乐事业上升
与以往的四周年演唱会不同，2016年2月并未举行生日演唱会，而是以“乃木坂46 4th Anniversary 乃木坂46時間TV”为名举行了首次《乃木坂46小时TV》。三天连续以网络直播的形式不间断播出总时长达到46小时的节目，其中包含了多样化的外景与棚内活动。5月25日，为纪念第二张专辑《属于我们的位子》发售，再度举行第二回《乃木坂46小时TV》，并安排了与第一回有所差异的一系列活动。
2016年7月22日-8月30日与往年暑期相同，进行本年度的“盛夏的全国巡演”。但由于2月份没有进行生日演唱会，本次全国巡演的东京场（8月28-30日）同时相当于该年的生日演唱会，名称相应改为“乃木坂46 盛夏的全国巡演2016 - 4th YEAR BIRTHDAY LIVE -” 。
2016年7月4日，乃木坂时隔三年再度开始新成员甄选，并于9月4日公布最终合格的13人，其中有1人退出，其余12人作为三期生正式加入组合。次年2月2日-12日于AiiA 2.5 Theater Tokyo举行三期生的初次公演“3人的主角”（3人のプリンシパル），此公演模式基本沿袭之前的“16人的主角”，过去的常态化公演逐渐演变为面向新人的试炼与展示舞台。
第16张单曲《再见的意义》于2016年11月9日发售，首周销量为82.8万，第15度获得Oricon公信榜周榜首位。随后经由日本唱片协会认证，这张单曲达成组合首次百万销量记录，同时也成为当年二度登上红白歌合战舞台时的表演曲目。次年3月22日，第17张单曲《大影响家》发售，并在年末时斩获当年的日本唱片大奖，组合首次获得该荣誉，作为对手的AKB48则同为候选者。
2017年11月7-8日，乃木坂46首次登上東京巨蛋的舞台，作为该年度“盛夏的全国巡演”最终场进行了为期两天的公演，两日门票均完售，共约10万人到場觀賞。此外，以成员白石麻衣的个人写真集为首，共计6部成员的个人写真集排入Oricon公信榜2017年年榜前十。
2017年5月20日-6月11日，由成员斋藤飞鸟等八名成员出演的舞台剧《薙刀社青春日记》分别在东京、大阪和爱知进行演出。原作漫画作品亦在年末被改编为电影版，由西野七濑等8名成员出演，9月22日正式上映。此亦为乃木坂46第一次主演的电影，电影主题曲《及时行事》則为组合的第19张单曲。

### 2018年－2022年：海外市场拓展与成员变动

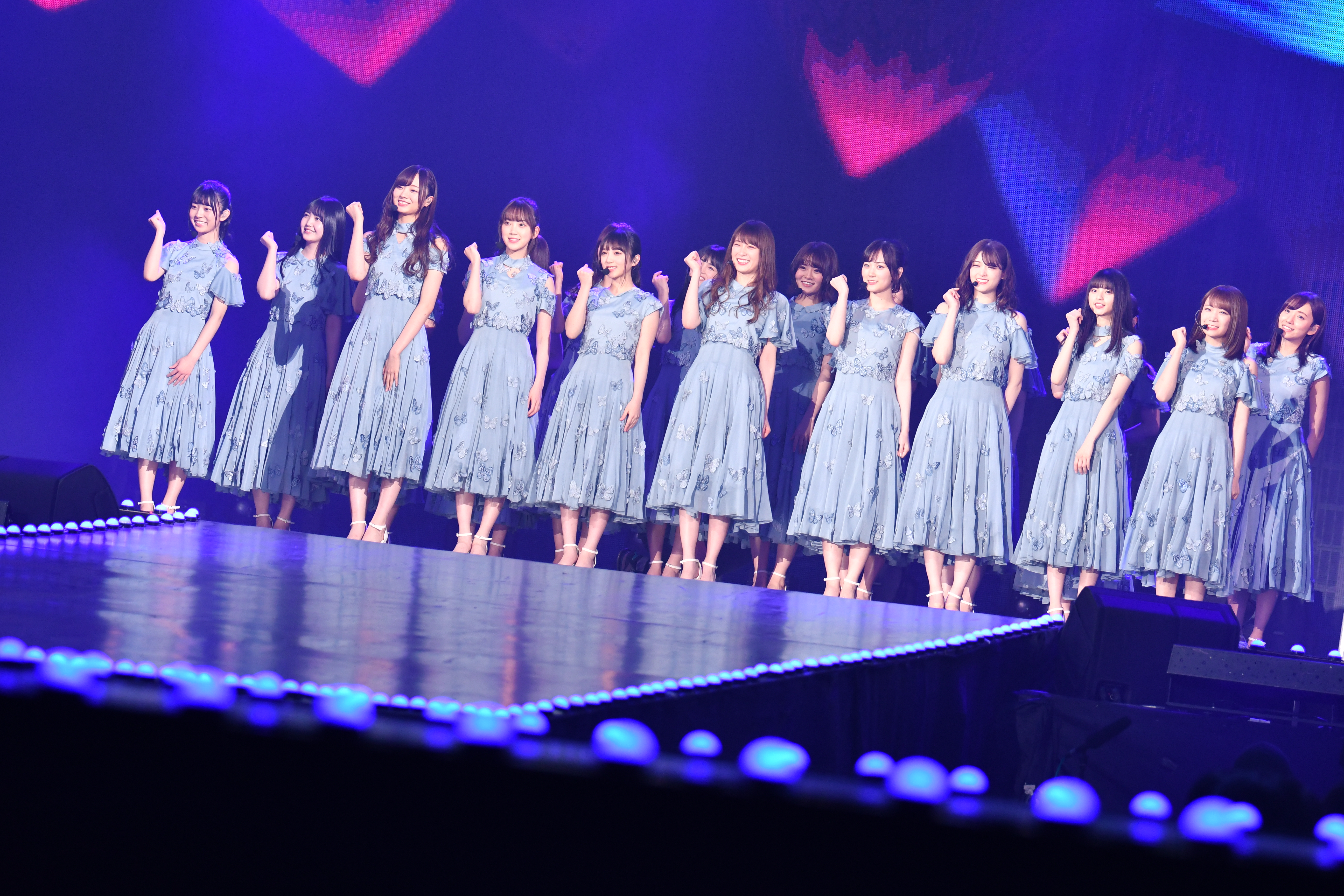
乃木坂46於2019年1月26日，以表演嘉賓身分於臺北小巨蛋舉行的第14屆KKBOX風雲榜頒獎典禮登台演出。

除了发展国内市场，乃木坂46也在積極拓展海外市场。2017年11月24日，组合来到新加坡，参加了当地“C3 Anime Festival Asia Singapore”演出，这是乃木坂46第一次来到亚洲其它国家演出。2018年2月11日，乃木坂46参加了于香港进行的“C3AFA HONG KONG 2018 presents I LOVE ANISONG HONG KONG 2018”演出。同年12月1日，组合于上海梅赛德斯-奔驰文化中心举行首场海外单独演唱会“NOGIZAKA46 LIVE in Shanghai 2018” ，并于次年1月27日在台北小巨蛋举行“NOGIZAKA46 LIVE in Taipei 2019”演唱会。
此后组合也多次来到两地进行演出。除了传统的演唱会，乃木坂46也尝试在海外举行展览、表演音乐剧，例如于2019年在上海静安大悦城举办的“别问，问就是全都有。展”和在上海美琪大戏院表演的“乃木坂46版音乐剧《美少女战士Sailor Moon》2019” 。2018年12月22日，乃木坂46在由新浪微博主办的“WEIBO Account Festival in Japan 2018”中获得“中国最受欢迎的偶像组合”奖。次年4月11日，乃木坂46在 “微博星耀盛典”活动上再度获得“微博人气组合奖” 。
2018年8月20日，吉本坂46成立，象征着坂道系列中「第三条坂道」的诞生。吉本坂46由日本最大的搞笑艺人經紀公司吉本兴业和日本索尼音乐合作，成员不限年龄与性别，最终共有45名吉本旗下艺人加入吉本坂46。至此，坂道系列共包含4个以汉字和数字的搭配为名的组合，与AKB48集团各组合名称以字母和数字的搭配区别开来。
2018年6月1日，乃木坂46與榉坂46、平假名榉坂46进行坂道联合成员甄选会，最终共有39人合格，其中11人于同年11月29日作为四期生加入乃木坂46。2019年2月11日，原為櫸坂46附屬團體的平假名櫸坂46從櫸坂46獨立並更名為日向坂46，象征着坂道系列中「第四条坂道」的加入。2019年3月23日，NHK綜合台播出特别节目《坂道TV～乃木與櫸與日向～》，由三个坂道系列组合共同出演，该节目随后以不定期方式播出。除此之外，坂道系列各组合成员也经常在音乐节目中同台演出、或是在姊妹组合的冠名节目中作为嘉宾出演。
乃木坂46的音乐作品销量也在此时期达到了顶峰。在2018年Oricon年榜“歌手总销量排行榜”中乃木坂跃居第二位，音乐周边产品总销售额达到103.3亿日元，超过了排名第3的AKB48（77.9亿），仅次于当年宣布引退的日本知名歌手安室奈美惠（190亿）。2018年年末，第二十张单曲《同步巧合》获得日本唱片大奖，组合达成连续两年获得日本唱片大奖的记录，与AKB48在2012年达成的记录保持齐平。
伴随着三期生與四期生的加入，乃木坂46的創始成員陸續离开组合（毕业），并开始了个人演艺活动。生驹里奈、西野七濑、若月佑美等自组合成立以来一直活跃的成员在2018年先后宣布毕业；包括人气成员在内，一年内共有8人离开组合。时任队长樱井玲香在组合获得2018年度日本唱片大奖后受访说道，“成员大幅变动的时期可能已经到来了” 。三期生與四期生陸續得到專屬節目及單獨公演的演出機會，使次世代的成員們有更多展現特色的機會，媒體也用「變革期」、「世代交替」來形容乃木坂46的新舊成員更動。
2019年7月5日，时隔四年，组合的第二部纪录片《不知不觉，来到了这里 Documentary of 乃木坂46》上映，影片以成员西野七濑的毕业为主线，讲述了次世代成员们面对世代交替时内心的纠葛与成长。9月1日，初代队长樱井玲香毕业，由同為一期生的秋元真夏接任第二任队长。2020年，自乃木坂46成立以來便支撐著組合發展的人氣成員白石麻衣畢業。2021年，組合在白石畢業後發行的首張單曲《我會喜歡上自己的》，包括Center山下美月在內的3個核心表演站位均由三期生擔當，部分媒體將此視作為乃木坂46世代交替的轉折點。

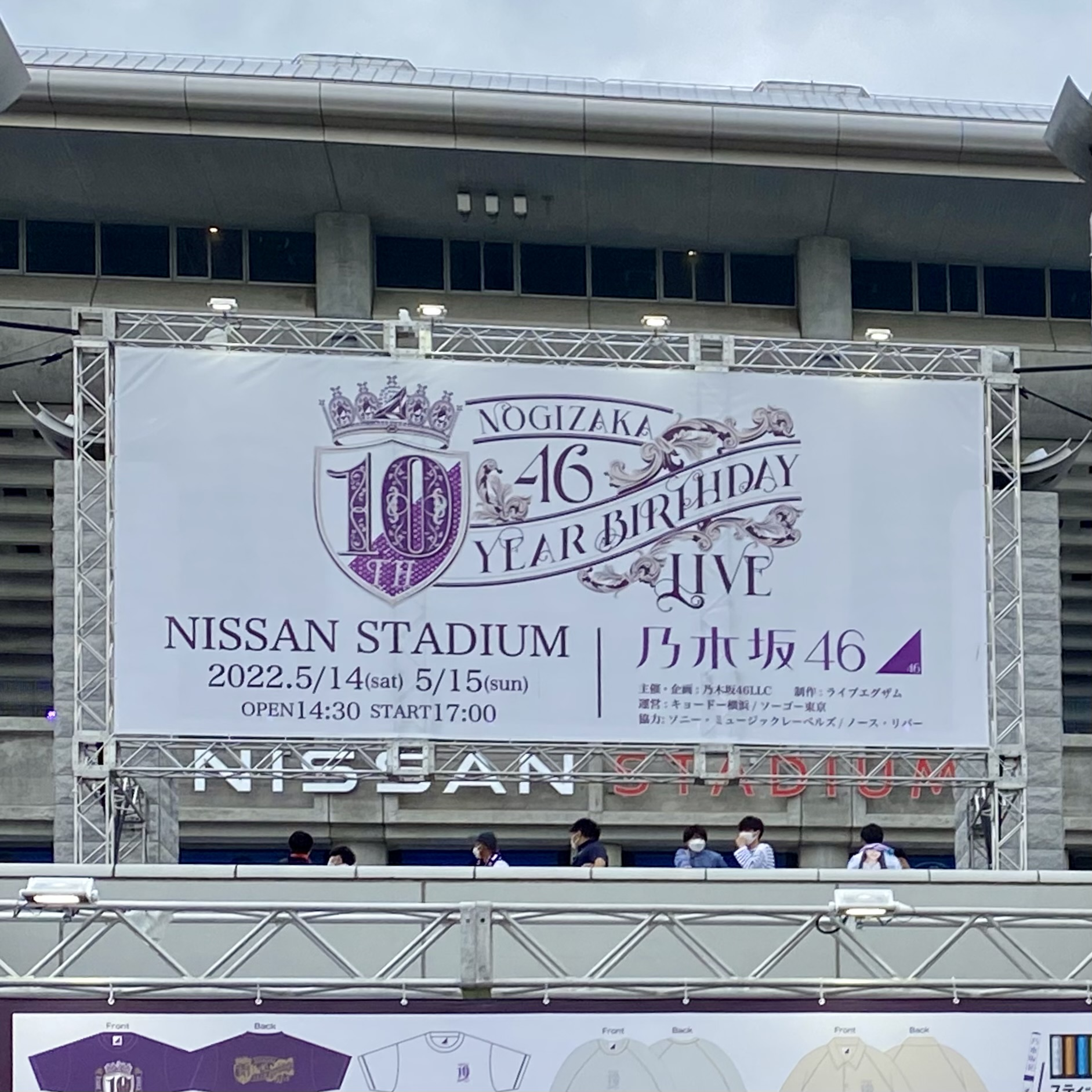
2022年，在日產體育館舉辦「10th YEAR BIRTHDAY LIVE」十週年演唱會，是在疫情趨緩後首個線下週年演唱會，也是至今為止規模最大的演唱會。

2022年2月1日，在官方YouTube頻道《乃木坂配信中》上宣布將有11位新成員作為五期生出道。而歷經因疫情而大幅停擺的線下演唱會同時間也陸續恢復往常。5月14日、5月15日乃木坂46於橫濱日產體育場舉辦十週年生日演唱會，是出道至今單一場地規模最大演唱會，兩天合計共動員14萬人參與。此場演出甚至史無前例的召喚畢業生生駒里奈、伊藤萬理華、西野七瀨、白石麻衣、生田繪梨花、松村沙友理與高山一實回歸演出、一同慶祝。

### 2023年至今：新生乃木坂，主力成員換代
隨著於2022年年末畢業的齋藤飛鳥及2023年2月畢業的秋元真夏相繼離團，一期生十一年的歷史就此拉下帷幕。秋元真夏畢業後，由副隊長三期生梅澤美波接任，成為乃木坂46第三任隊長。至3月28日最後一名二期生鈴木絢音畢業，從藉藉無名一路上行而成國民女團的初代成員至此全數畢業，新生乃木坂正式宣告到來。
6月15日，做為乃木坂46的總製作人秋元康，先前是以AKB48官方對手名義才成立乃木坂46這個團體，現今，秋元康則換作是以「乃木坂46官方對手」的名義，成立了一支全新的女子偶像團體，也就是我想看見的藍天（僕が見たかった青空）。
6月30日，北川悠理從團隊畢業，成為首名畢業的四期生。隨後於8月24日，同為四期生的早川聖來亦從團隊畢業，並退出演藝圈。
而在2024年5月12日，在前成員白石麻衣畢業後，首次擔任Center，被視為乃木坂46的核心人物：三期生山下美月，也在此宣布了從團體內畢業的消息。12月14日，在乃木坂46的公演「乃木坂46 大感謝祭2024」中，隊長梅澤美波宣布空缺長達一年之久的副隊長，此職位由五期生的菅原咲月擔任。成為最年輕的副隊長，也是五期生入團以來，首次擔任重大的職務。就連前成員也是前隊長的秋元真夏在得知消息後，也在廣播節目裡說到「五期生已經成長到可以擔此重任的程度了」、「咲月一定沒問題」等表示安心的話語。
2025年2月5日，在官方YouTube頻道《乃木坂配信中》上宣布將有11名新成員作為6期生出道。

## 成員

### 現役成員
| 姓名                  | 讀音 | 出生日期       | 出身地   | 加入期别 | 備註                                                                            |
| --------------------- | ---- | -------------- | -------- | -------- | ------------------------------------------------------------------------------- |
| 伊藤理理杏 （伊藤理々杏）       |      | 2002年10月8日  | 沖繩縣   | 3期      |                                                                                 |
| 岩本蓮加              |      | 2004年2月2日   | 東京都   | 3期      | 3期生最年少                                                                     |
| 梅澤美波              |      | 1999年1月6日   | 神奈川縣 | 3期      | 時尚雜誌《with》專屬模特兒 時尚雜誌《CLASSY.》常規模特兒 乃木坂46隊長（第三任） |
| 久保史緒里            |      | 2001年7月14日  | 宮城縣   | 3期      | 曾為時尚雜誌《Seventeen》專屬模特兒                                             |
| 吉田綾乃克莉絲蒂 （吉田綾乃クリスティー） |      | 1995年9月6日   | 大分縣   | 3期      | 3期生最年長 乃木坂46最年長                                                      |
| 遠藤櫻 （遠藤さくら）           |      | 2001年10月3日  | 愛知縣   | 4期      | 時尚雜誌《non-no》專屬模特兒                                                    |
| 賀喜遙香 （賀喜遥香）         |      | 2001年8月8日   | 栃木縣   | 4期      |                                                                                 |
| 金川紗耶              |      | 2001年10月31日 | 北海道   | 4期      | 時尚雜誌《Ray》專屬模特兒                                                       |
| 黑見明香 （黒見明香）         |      | 2004年1月19日  | 東京都   | 4期      | 原坂道研修生                                                                    |
| 佐藤璃果              |      | 2001年8月9日   | 岩手縣   | 4期      | 原坂道研修生                                                                    |
| 柴田柚菜              |      | 2003年3月3日   | 千葉縣   | 4期      |                                                                                 |
| 田村真佑              |      | 1999年1月12日  | 埼玉縣   | 4期      | 4期生最年長                                                                     |
| 筒井彩萌 （筒井あやめ）         |      | 2004年6月8日   | 愛知縣   | 4期      | 4期生最年少 時尚雜誌《bis》常規模特兒                                           |
| 林瑠奈                |      | 2003年10月2日  | 神奈川縣 | 4期      | 原坂道研修生                                                                    |
| 松尾美佑              |      | 2004年1月3日   | 千葉縣   | 4期      | 原坂道研修生                                                                    |
| 矢久保美緒            |      | 2002年8月14日  | 東京都   | 4期      |                                                                                 |
| 弓木奈                |      | 1999年2月3日   | 京都府   | 4期      | 原坂道研修生                                                                    |
| 五百城茉央            |      | 2005年7月29日  | 兵庫縣   | 5期      | [ 133 ]                                                                         |
| 池田瑛紗              |      | 2002年5月12日  | 東京都   | 5期      | 5期生最年長                                                                     |
| 一之瀨美空 （一ノ瀬美空）       |      | 2003年5月24日  | 福岡縣   | 5期      | [ 135 ]                                                                         |
| 井上和                |      | 2005年2月17日  | 神奈川縣 | 5期      | 時尚雜誌《non-no》專屬模特兒                                                    |
| 岡本姬奈 （岡本姫奈）         |      | 2003年12月17日 | 愛知縣   | 5期      | [ 138 ]                                                                         |
| 小川彩                |      | 2007年6月27日  | 千葉縣   | 5期      | 5期生最年少                                                                     |
| 奧田伊呂波 （奥田いろは）       |      | 2005年8月20日  | 千葉縣   | 5期      | [ 140 ]                                                                         |
| 川崎櫻 （川﨑桜）           |      | 2003年4月17日  | 神奈川縣 | 5期      | [ 141 ]                                                                         |
| 菅原咲月              |      | 2005年10月31日 | 千葉縣   | 5期      | 乃木坂46副隊長（第二任）                                                        |
| 富里奈央 （冨里奈央）         |      | 2006年9月18日  | 千葉縣   | 5期      | [ 144 ]                                                                         |
| 中西阿爾諾 （中西アルノ）       |      | 2003年3月17日  | 千葉縣   | 5期      | [ 145 ] [ 146 ]                                                                 |
| 愛宕心響              |      | 2005年9月17日  | 兵庫縣   | 6期      | [ 147 ]                                                                         |
| 大越陽菜乃 （大越ひなの）       |      | 2004年12月1日  | 靜岡縣   | 6期      | 6期生最年長                                                                     |
| 小津玲奈              |      | 2007年4月17日  | 東京都   | 6期      | [ 149 ]                                                                         |
| 海邊朱莉 （海邉朱莉）         |      | 2007年2月14日  | 兵庫縣   | 6期      | [ 150 ]                                                                         |
| 川端晃菜              |      | 2011年1月14日  | 東京都   | 6期      | 6期生最年少 乃木坂46最年少                                                      |
| 鈴木佑捺              |      | 2006年5月18日  | 山梨縣   | 6期      | [ 152 ]                                                                         |
| 瀨戶口心月 （瀬戸口心月）       |      | 2005年7月16日  | 鹿兒島縣 | 6期      | [ 153 ]                                                                         |
| 長嶋凜櫻 （長嶋凛桜）         |      | 2007年5月25日  | 北海道   | 6期      | [ 154 ]                                                                         |
| 增田三莉音 （増田三莉音）       |      | 2009年11月1日  | 大阪府   | 6期      | [ 155 ]                                                                         |
| 森平麗心              |      | 2008年10月5日  | 東京都   | 6期      | [ 156 ]                                                                         |
| 矢田萌華              |      | 2008年1月27日  | 秋田縣   | 6期      | [ 157 ]                                                                         |

### 前成員

#### 前正式成員
| 名字            | 讀音 | 出生日期       | 出身地            | 加入期别  | 退出時間       | 備註 |
| --------------- | ---- | -------------- | ----------------- | --------- | -------------- | --- |
| 吉本彩華        |      | 1996年8月18日  | 熊本縣            | 1期       | 2011年9月22日  | 前排成員和暫定中心 |
| 山本穗乃香 （山本穂乃香） |      | 1998年3月31日  | 愛知縣            | 1期       | 2011年9月22日  | |
| 岩瀨佑美子 （岩瀬佑美子） |      | 1990年6月12日  | 埼玉縣            | 1期       | 2012年11月18日 | 畢業時為乃木坂46最年長的成員 |
| 安藤美雲        |      | 1993年5月21日  | 神奈川縣          | 1期       | 2013年6月16日  | |
| 柏幸奈          |      | 1994年8月12日  | 神奈川縣          | 1期       | 2013年11月17日 | 桃色幸運草前成員 現所屬經紀公司為日本音樂娛樂（e-concept部門）                                                                  |
| 宮澤成良        |      | 1993年10月29日 | 千葉縣            | 1期       | 2013年11月17日 | 前足球選手宫泽米歇尔（宮澤ミシェル）的長女 現所屬經紀公司為IDEA                                                                             |
| 市來玲奈        |      | 1996年1月22日  | 千葉縣            | 1期       | 2014年7月21日  | 現為日本電視台所屬播報員 |
| 伊藤寧寧        |      | 1995年12月12日 | 岐阜縣            | 1期       | 2014年10月19日 | 現所屬經紀公司為渡邊娛樂 |
| 大和里菜        |      | 1994年12月14日 | 宮城縣            | 1期       | 2014年12月15日 | |
| 畠中清羅        |      | 1995年12月5日  | 大分縣            | 1期       | 2015年4月4日   | 本地偶像CHIMO前成員 |
| 松井玲奈        |      | 1991年7月27日  | 愛知縣            | SKE48 1期 | 2015年5月14日  | 2014年4月24日開始兼任 2015年8月31日自SKE48畢業 現所屬經紀公司為Grick                                                            |
| 永島聖羅        |      | 1994年5月19日  | 愛知縣            | 1期       | 2016年3月20日  | 現所屬經紀公司為Horipro |
| 深川麻衣        |      | 1991年3月29日  | 靜岡縣            | 1期       | 2016年6月16日  | 曾刊載於名古屋美少女圖鑑 現所屬經紀公司為Ten Carat                                                                              |
| 橋本奈奈未 （橋本奈々未） |      | 1993年2月20日  | 北海道            | 1期       | 2017年2月20日  | 曾為雜誌《CanCam》專屬模特兒 退出演藝圈                                                                                         |
| 中元日芽香      |      | 1996年4月13日  | 廣島縣            | 1期       | 2017年11月19日 | BABYMETAL成員中元鈴香的姐姐 廣島藝能學校16期生 現所屬經紀公司為乃木坂46合同會社                                                 |
| 伊藤萬理華      |      | 1996年2月20日  | 神奈川縣          | 1期       | 2017年12月23日 | 原隸屬於flos two 現所屬經紀公司為乃木坂46合同會社                                                                               |
| 川村真洋        |      | 1995年7月23日  | 大阪府            | 1期       | 2018年3月31日  | 原隸屬於UP-FRONT關西 |
| 生駒里奈        |      | 1995年12月29日 | 秋田縣            | 1期       | 2018年5月6日   | 曾於2014年4月12日－2015年5月14日間兼任AKB48 Team B 現所屬經紀公司為A.M.Entertainment                                            |
| 齋藤千春 （斎藤ちはる）   |      | 1997年2月17日  | 埼玉縣            | 1期       | 2018年7月16日  | 前《nico☆petit》讀者模特 舅公是前日本奧運足球選手鈴木良三 現為朝日電視台所屬播報員                                              |
| 相樂伊織 （相楽伊織）   |      | 1997年11月26日 | 埼玉縣            | 2期       | 2018年7月16日  | 現所屬經紀公司為am |
| 若月佑美        |      | 1994年6月27日  | 靜岡縣            | 1期       | 2018年11月30日 | 時尚雜誌《Oggi》美容專屬模特兒 現所屬經紀公司為Zest                                                                             |
| 能條愛未        |      | 1994年10月18日 | 神奈川縣          | 1期       | 2018年12月15日 | Miss Magazine2011前15強 青春女子學園前成員（藝名：麻生梨里子） 現所屬經紀公司為TWIN PLANET                                      |
| 川後陽菜        |      | 1998年3月22日  | 長崎縣            | 1期       | 2018年12月20日 | 青春女子學園前成員（舊藝名：川相陽菜） 曾為時尚雜誌《Popteen》專屬模特兒 現為組合Youplus成員                                    |
| 西野七瀨 （西野七瀬）   |      | 1994年5月25日  | 大阪府            | 1期       | 2018年12月31日 | 曾為時尚雜誌《non-no》專屬模特兒 現所屬經紀公司為乃木坂46合同會社                                                               |
| 衛藤美彩        |      | 1993年1月4日   | 大分縣            | 1期       | 2019年3月31日  | Miss Magazine2011大獎得主 在地偶像 CHIMO前隊長 本名：衛藤實彩 時尚雜誌《美人百花》常規模特兒 現所屬經紀公司為TWIN PLANET        |
| 伊藤卡琳 （伊藤かりん）   |      | 1993年5月26日  | 神奈川縣          | 2期       | 2019年5月24日  | 現所屬經紀公司為乃木坂46合同會社                                                                                                |
| 齊藤優里 （斉藤優里）   |      | 1993年7月20日  | 東京都            | 1期       | 2019年6月30日  | 2021年5月底退出演藝圈 |
| 櫻井玲香 （桜井玲香）   |      | 1994年5月16日  | 神奈川縣          | 1期       | 2019年9月1日   | 乃木坂46第一任隊長 時尚雜誌《NYLON JAPAN》常規模特兒 時尚雜誌《CLASSY.》常規模特兒 現所屬經紀公司為乃木坂46合同會社             |
| 佐佐木琴子 （佐々木琴子） |      | 1998年8月28日  | 埼玉縣            | 2期       | 2020年3月31日  | |
| 井上小百合      |      | 1994年12月14日 | 埼玉縣            | 1期       | 2020年4月27日  | Nittelegenic2011候補生 現所屬經紀公司為SIS company                                                                              |
| 中田花奈        |      | 1994年8月6日   | 埼玉縣            | 1期       | 2020年10月25日 | 現所屬經紀公司為乃木坂46合同會社                                                                                                |
| 白石麻衣        |      | 1992年8月20日  | 群馬縣            | 1期       | 2020年10月28日 | 曾為時尚雜誌《LARME》常規模特兒 曾為時尚雜誌《Ray》專屬模特兒 現所屬經紀公司為乃木坂46合同會社                                  |
| 堀未央奈        |      | 1996年10月15日 | 岐阜縣            | 2期       | 2021年3月28日  | 時尚雜誌《ar》常規模特兒 現所屬經紀公司為am                                                                                     |
| 松村沙友理      |      | 1992年8月27日  | 大阪府            | 1期       | 2021年7月13日  | 曾為時尚雜誌《CanCam》專屬模特兒 現為時尚雜誌《BAILA》常規模特兒 現所屬經紀公司為生島企画室                                     |
| 伊藤純奈        |      | 1998年11月30日 | 神奈川縣          | 2期       | 2021年8月31日  | |
| 渡邊米麗愛 （） |      | 1999年11月1日  | 東京都            | 2期       | 2021年8月31日  | 所屬經紀公司為ALLIGATOR |
| 大園桃子        |      | 1999年9月13日  | 鹿兒島縣          | 3期       | 2021年9月4日   | 服飾品牌「philme」創辦人 退出演藝圈                                                                                             |
| 高山一實 （高山一実）   |      | 1994年2月8日   | 千葉縣            | 1期       | 2021年11月21日 | 現所屬經紀公司為乃木坂46合同會社                                                                                                |
| 寺田蘭世        |      | 1998年9月23日  | 東京都            | 2期       | 2021年12月12日 | 退出演藝圈 |
| 生田繪梨花 （生田絵梨花） |      | 1997年1月22日  | 德國杜塞爾多夫    | 1期       | 2021年12月31日 | 現所屬經紀公司為太田製作 |
| 新内真衣 （新内眞衣）   |      | 1992年1月22日  | 埼玉縣            | 2期       | 2022年2月10日  | 2014年－2018年3月OL兼任 2期生最年長成員 網路媒體《Oggi.jp》常規模特兒 時尚雜誌《andGIRL》常規模特兒 現所屬經紀公司為cent. FORCE |
| 星野南 （星野みなみ）     |      | 1998年2月6日   | 千葉縣            | 1期       | 2022年2月12日  | 退出演藝圈 |
| 北野日奈子      |      | 1996年7月17日  | 北海道            | 2期       | 2022年4月30日  | 曾為時尚雜誌《Zipper》專屬模特兒 現所屬經紀公司為am                                                                             |
| 山崎怜奈        |      | 1997年5月21日  | 東京都            | 2期       | 2022年7月17日  | 現所屬經紀公司為mount cape |
| 樋口日奈        |      | 1998年1月31日  | 東京都            | 1期       | 2022年10月31日 | 時尚雜誌《JJ》專屬模特兒 現所屬經紀公司為乃木坂46合同會社                                                                       |
| 和田真彩 （）   |      | 1998年4月23日  | 廣島縣            | 1期       | 2022年12月4日  | 株式会社kabo社長 |
| 齋藤飛鳥        |      | 1998年8月10日  | 東京都            | 1期       | 2022年12月31日 | 原隸屬於山王製作 曾為時尚雜誌《CUTiE》專屬模特兒 時尚雜誌《sweet》常規模特兒 日本緬甸混血兒 現所屬經紀公司為乃木坂46合同會社    |
| 秋元真夏        |      | 1993年8月20日  | 埼玉縣            | 1期       | 2023年2月26日  | 曾因學業因素於甄選合格後暫停活動至2012年10月7日 乃木坂46第二任隊長 現所屬經紀公司為日本音樂娛樂                                 |
| 鈴木絢音        |      | 1999年3月5日   | 秋田縣            | 2期       | 2023年3月28日  | 現所屬經紀公司為A.M.Entertainment                                                                                               |
| 北川悠理        |      | 2001年8月8日   | 美國 加利福尼亞州 | 4期       | 2023年6月30日  | 出國留學 |
| 早川聖來 （早川聖来）   |      | 2000年8月24日  | 大阪府            | 4期       | 2023年8月24日  | 退出演藝圈 |
| 山下美月        |      | 1999年7月26日  | 東京都            | 3期       | 2024年5月12日  | 時尚雜誌《CanCam》專屬模特兒 現所屬經紀公司為乃木坂46合同會社                                                                   |
| 阪口珠美        |      | 2001年11月10日 | 東京都            | 3期       | 2024年7月15日  | 現所屬經紀公司為DEEP SKILL |
| 清宮玲 （清宮レイ）     |      | 2003年8月1日   | 埼玉縣            | 4期       | 2024年7月17日  | |
| 掛橋沙耶香      |      | 2002年11月20日 | 岡山縣            | 4期       | 2024年8月19日  | 退出演藝圈 |
| 向井葉月        |      | 1999年8月23日  | 東京都            | 3期       | 2024年12月31日 | 退出演藝圈 |
| 與田祐希 （与田祐希）   |      | 2000年5月5日   | 福岡縣            | 3期       | 2025年2月23日  | 時尚雜誌《MAQUIA》、《bis》常規模特兒 現所屬經紀公司為乃木坂46合同會社                                                          |
| 佐藤楓          |      | 1998年3月23日  | 愛知縣            | 3期       | 2025年5月6日   | |
| 中村麗乃        |      | 2001年9月27日  | 東京都            | 3期       | 2025年6月26日  | |

#### 前研究生
| 名字          | 讀音 | 出生日期      | 出身地   | 加入期别 | 退出時間       | 備註               |
| ------------- | ---- | ------------- | -------- | -------- | -------------- | ------------------ |
| 西川七海      |      | 1993年7月3日  | 東京都   | 2期      | 2014年3月22日  | 前AKB48第8期研究生 |
| 矢田沙子      |      | 1995年3月18日 | 埼玉縣   | 2期      | 2014年10月18日 | 后考入中央大学     |
| 米德京花 （米徳京花） |      | 1999年4月14日 | 神奈川縣 | 2期      | 2014年10月18日 |                    |

### 成員人數推移
乃木坂46成立至今，除初創成員外，曾7次加入新成員，其中6次經由甄選會（含坂道聯合甄選會及坂道研修生追加成員），及一次與AKB48集團交換兼任成員。成員總數101人，分別為98名正規成員及3名研究生（2期生时曾设立研究生制度），除交換留學生松井玲奈外，所有成員都是經由甄選會加入，並分作6個期別。期間總人數曾4度定格於46人，當中最長一次歷時9個月。
| 日期           | 詳情                               | 增減 | 正規成員人數 | 正規成員人數 | 正規成員人數 | 正規成員人數 | 正規成員人數 | 正規成員人數 | 正規成員人數 | 研究生人數 | 合計 |
| 日期           | 詳情                               | 增減 | 1期          | 2期          | 兼任         | 3期          | 4期          | 5期          | 6期          | 研究生人數 | 合計 |
| -------------- | ---------------------------------- | ---- | ------------ | ------------ | ------------ | ------------ | ------------ | ------------ | ------------ | ---------- | ---- |
| 2011年8月22日  | 公布1期生36名合格成員              | +36  | 36           |              |              |              |              |              |              |            | 36   |
| 2011年8月22日  | 秋元真夏學業原因暫停活動           | -1   | 35           |              |              |              |              |              |              |            | 35   |
| 2011年9月22日  | 吉本彩華、山本穗乃香退出           | -2   | 33           |              |              |              |              |              |              |            | 33   |
| 2012年10月7日  | 秋元真夏高校畢業復歸               | +1   | 34           |              |              |              |              |              |              |            | 34   |
| 2012年11月18日 | 岩瀨佑美子畢業                     | -1   | 33           |              |              |              |              |              |              |            | 33   |
| 2013年5月11日  | 公布2期生13名成員                  | +13  | 33           |              |              |              |              |              |              | 13         | 46   |
| 2013年6月16日  | 安藤美云畢業                       | -1   | 32           |              |              |              |              |              |              | 13         | 45   |
| 2013年10月16日 | 堀未央奈升格为正式成员             |      | 32           | 1            |              |              |              |              |              | 12         | 45   |
| 2013年11月17日 | 柏幸奈、宮澤成良畢業               | -2   | 30           | 1            |              |              |              |              |              | 12         | 43   |
| 2014年1月26日  | 北野日奈子升格为正規成员           |      | 30           | 2            |              |              |              |              |              | 11         | 43   |
| 2014年3月2日   | 新内真衣升格为正規成员             |      | 30           | 3            |              |              |              |              |              | 10         | 43   |
| 2014年3月22日  | 西川七海辞退                       | -1   | 30           | 3            |              |              |              |              |              | 9          | 42   |
| 2014年4月24日  | SKE48 Team E松井玲奈兼任開始       | +1   | 30           | 3            | 1            |              |              |              |              | 9          | 43   |
| 2014年6月14日  | 相樂伊織研究生复归                 | +1   | 30           | 3            | 1            |              |              |              |              | 10         | 44   |
| 2014年7月21日  | 市来玲奈畢業                       | -1   | 29           | 3            | 1            |              |              |              |              | 10         | 43   |
| 2014年8月4日   | 伊藤卡琳昇格為正式成員             |      | 29           | 4            | 1            |              |              |              |              | 9          | 43   |
| 2014年10月18日 | 矢田里沙子、米德京花辞退             | -2   | 29           | 4            | 1            |              |              |              |              | 7          | 41   |
| 2014年10月19日 | 伊藤寧寧畢業                       | -1   | 28           | 4            | 1            |              |              |              |              | 7          | 40   |
| 2014年12月15日 | 大和里菜契約結束                   | -1   | 27           | 4            | 1            |              |              |              |              | 7          | 39   |
| 2015年1月18日  | 相樂伊織昇格為正式成員             |      | 27           | 5            | 1            |              |              |              |              | 6          | 39   |
| 2015年2月22日  | 研究生全数昇格為正規成員           |      | 27           | 11           | 1            |              |              |              |              |            | 39   |
| 2015年4月4日   | 畠中清羅毕业                       | -1   | 26           | 11           | 1            |              |              |              |              |            | 38   |
| 2015年5月14日  | 松井玲奈兼任结束                   | -1   | 26           | 11           | 0            |              |              |              |              |            | 37   |
| 2016年3月20日  | 永島聖羅畢業                       | -1   | 25           | 11           |              |              |              |              |              |            | 36   |
| 2016年6月16日  | 深川麻衣畢業                       | -1   | 24           | 11           |              |              |              |              |              |            | 35   |
| 2016年9月4日   | 公布3期生12名成員                  | +12  | 24           | 11           |              | 12           |              |              |              |            | 47   |
| 2017年2月20日  | 橋本奈奈未畢業                     | -1   | 23           | 11           |              | 12           |              |              |              |            | 46   |
| 2017年11月19日 | 中元日芽香畢業                     | -1   | 22           | 11           |              | 12           |              |              |              |            | 45   |
| 2017年12月23日 | 伊藤萬理華畢業                     | -1   | 21           | 11           |              | 12           |              |              |              |            | 44   |
| 2018年3月31日  | 川村真洋畢業                       | -1   | 20           | 11           |              | 12           |              |              |              |            | 43   |
| 2018年5月6日   | 生駒里奈畢業                       | -1   | 19           | 11           |              | 12           |              |              |              |            | 42   |
| 2018年7月16日  | 齋藤千春、相樂伊織畢業             | -2   | 18           | 10           |              | 12           |              |              |              |            | 40   |
| 2018年11月30日 | 若月佑美畢業                       | -1   | 17           | 10           |              | 12           | 11           |              |              |            | 50   |
| 2018年12月3日  | 公布4期生11名成員                  | +11  | 17           | 10           |              | 12           | 11           |              |              |            | 51   |
| 2018年12月15日 | 能條愛未畢業                       | -1   | 16           | 10           |              | 12           | 11           |              |              |            | 49   |
| 2018年12月20日 | 川後陽菜畢業                       | -1   | 15           | 10           |              | 12           | 11           |              |              |            | 48   |
| 2018年12月31日 | 西野七瀨畢業                       | -1   | 14           | 10           |              | 12           | 11           |              |              |            | 47   |
| 2019年3月31日  | 衛藤美彩畢業                       | -1   | 13           | 10           |              | 12           | 11           |              |              |            | 46   |
| 2019年5月24日  | 伊藤卡琳畢業                       | -1   | 13           | 9            |              | 12           | 11           |              |              |            | 45   |
| 2019年6月30日  | 齊藤優里畢業                       | -1   | 12           | 9            |              | 12           | 11           |              |              |            | 44   |
| 2019年9月1日   | 櫻井玲香畢業                       | -1   | 11           | 9            |              | 12           | 11           |              |              |            | 43   |
| 2020年3月25日  | 坂道研修生（4期生追加成員）5人加入 | +5   | 11           | 9            |              | 12           | 16           |              |              |            | 48   |
| 2020年3月31日  | 佐佐木琴子畢業                     | -1   | 11           | 8            |              | 12           | 16           |              |              |            | 47   |
| 2020年4月27日  | 井上小百合畢業                     | -1   | 10           | 8            |              | 12           | 16           |              |              |            | 46   |
| 2020年10月25日 | 中田花奈畢業                       | -1   | 9            | 8            |              | 12           | 16           |              |              |            | 45   |
| 2020年10月28日 | 白石麻衣畢業                       | -1   | 8            | 8            |              | 12           | 16           |              |              |            | 44   |
| 2021年3月28日  | 堀未央奈畢業                       | -1   | 8            | 7            |              | 12           | 16           |              |              |            | 43   |
| 2021年7月13日  | 松村沙友理畢業                     | -1   | 7            | 7            |              | 12           | 16           |              |              |            | 42   |
| 2021年8月31日  | 伊藤純奈、渡邊米麗愛畢業           | -2   | 7            | 5            |              | 12           | 16           |              |              |            | 40   |
| 2021年9月4日   | 大園桃子畢業                       | -1   | 7            | 5            |              | 11           | 16           |              |              |            | 39   |
| 2021年11月21日 | 高山一實畢業                       | -1   | 6            | 5            |              | 11           | 16           |              |              |            | 38   |
| 2021年12月12日 | 寺田蘭世畢業                       | -1   | 6            | 4            |              | 11           | 16           |              |              |            | 37   |
| 2021年12月31日 | 生田繪梨花畢業                     | -1   | 5            | 4            |              | 11           | 16           |              |              |            | 36   |
| 2022年2月10日  | 新內真衣畢業                       | -1   | 5            | 3            |              | 11           | 16           |              |              |            | 35   |
| 2022年2月12日  | 星野南畢業                         | -1   | 4            | 3            |              | 11           | 16           |              |              |            | 34   |
| 2022年2月23日  | 5期生11名成員亮相                  | +11  | 4            | 3            |              | 11           | 16           | 11           |              |            | 45   |
| 2022年4月30日  | 北野日奈子畢業                     | -1   | 4            | 2            |              | 11           | 16           | 11           |              |            | 44   |
| 2022年7月17日  | 山崎怜奈畢業                       | -1   | 4            | 1            |              | 11           | 16           | 11           |              |            | 43   |
| 2022年10月31日 | 樋口日奈畢業                       | -1   | 3            | 1            |              | 11           | 16           | 11           |              |            | 42   |
| 2022年12月4日  | 和田真彩畢業                       | -1   | 2            | 1            |              | 11           | 16           | 11           |              |            | 41   |
| 2022年12月31日 | 齋藤飛鳥畢業                       | -1   | 1            | 1            |              | 11           | 16           | 11           |              |            | 40   |
| 2023年2月26日  | 秋元真夏畢業                       | -1   | 0            | 1            |              | 11           | 16           | 11           |              |            | 39   |
| 2023年3月28日  | 鈴木絢音畢業                       | -1   |              | 0            |              | 11           | 16           | 11           |              |            | 38   |
| 2023年6月30日  | 北川悠理畢業                       | -1   |              |              |              | 11           | 15           | 11           |              |            | 37   |
| 2023年8月24日  | 早川聖來畢業                       | -1   |              |              |              | 11           | 14           | 11           |              |            | 36   |
| 2024年5月12日  | 山下美月畢業                       | -1   |              |              |              | 10           | 14           | 11           |              |            | 35   |
| 2024年7月15日  | 阪口珠美畢業                       | -1   |              |              |              | 9            | 14           | 11           |              |            | 34   |
| 2024年7月17日  | 清宮玲畢業                         | -1   |              |              |              | 9            | 13           | 11           |              |            | 33   |
| 2024年8月19日  | 掛橋沙耶香畢業                     | -1   |              |              |              | 9            | 12           | 11           |              |            | 32   |
| 2024年12月31日 | 向井葉月畢業                       | -1   |              |              |              | 8            | 12           | 11           |              |            | 31   |
| 2025年2月23日  | 與田祐希畢業                       | -1   |              |              |              | 7            | 12           | 11           |              |            | 30   |
| 2025年4月6日   | 6期生11名成員亮相                  | +11  |              |              |              | 7            | 12           | 11           | 11           |            | 41   |
| 2025年5月6日   | 佐藤楓畢業                         | -1   |              |              |              | 6            | 12           | 11           | 11           |            | 40   |
| 2025年6月26日  | 中村麗乃畢業                       | -1   |              |              |              | 5            | 12           | 11           | 11           |            | 39   |

### 選拔成員制
乃木坂46跟其「官方對手」AKB48一樣是人數眾多的組合，因此都是以「選拔」來決定參與單曲演唱與媒體演出的成員，也有「Center」（中心成員）的制度；這些制度亦由乃木坂46衍生的坂道系列團體沿用。此外，乃木坂46還有其獨有的「福神」制度。截至第39張單曲為止，一共有43人曾被選為福神，其中16人擔任過單曲表題曲的Center，32次為單人Center，7次為雙人Center。
依時序為生駒里奈（6次）、白石麻衣（5次）、堀未央奈（1次）、西野七瀨（7次）、生田繪梨花（1次）、深川麻衣（1次）、齋藤飛鳥（5次）、橋本奈奈未（1次）、大園桃子（1次）、與田祐希（1次）、遠藤櫻（4次）、山下美月（3次）、賀喜遙香（4次）、中西阿爾諾（2次）、久保史緒里（1次）及 井上和（3次）。

### 歷任隊長、副隊長
| 任期                         | 隊長     | 副隊長   |
| ---------------------------- | -------- | -------- |
| 2012年6月17日—2019年9月1日   | 櫻井玲香 | 無       |
| 2019年9月2日—2021年11月28日  | 秋元真夏 | 無       |
| 2021年11月29日—2023年2月22日 | 秋元真夏 | 梅澤美波 |
| 2023年2月23日—2024年12月13日 | 梅澤美波 | 空缺     |
| 2024年12月14日—              | 梅澤美波 | 菅原咲月 |

### 衍生子團體

#### 組合內團體
乃木團
乃木團乃是受到氣志團影響而組成的搖滾樂團，成員為：主唱：中元日芽香、能條愛未，吉他手：川村真洋、深川麻衣，鼓手：齋藤飛鳥，鍵盤手：永島聖羅，貝斯手：中田花奈。除了在日本當地演出外，該團亦曾於2015年4月1日抵達臺灣參加「JAPAN MUSIC NIGHT」表演活動。2016年3月與6月，永島和深川陸續畢業，鍵盤手改由和田真彩替補。
五星組
日語原文為，是法語「五星」（Cinq Étoiles）之意，由北野日奈子、寺田蘭世、中田花奈、中元日芽香、堀未央奈等5人組成。中心成員為堀未央奈。
Giga200
2016年3月替軟銀代言「Giga學生優惠」行銷活動時衍生之團體，成員為秋元真夏、生田繪梨花、生駒里奈、伊藤萬理華、衛藤美彩、齋藤飛鳥、白石麻衣、高山一實、西野七瀨、橋本奈奈未、深川麻衣、星野南、松村沙友理、若月佑美等人。
HoneyWorks meets 蘋果軍團 + 真夏尊敬軍團 from 乃木坂46
「HoneyWorks」樂團為了《告白實行委員會 ～戀愛系列～》電影版《喜歡上你的那瞬間。～告白實行委員會～》所製作的片尾曲「本該是最討厭的。（大嫌いなはずだった。）」，交由此團體演唱。
蘋果軍團（さゆりんご軍団）
- 松村沙友理（軍團長）、伊藤卡琳（大統領）、佐佐木琴子（副軍團長）、寺田蘭世（社長）[285]。中田花奈（研究生/Last Boss）於後期加入，使蘋果軍團成為團中唯一有新規成員加入的子組合。

真夏尊敬軍團（真夏さんリスペクト軍団）
- 秋元真夏、相樂伊織、鈴木絢音、渡邊米麗愛[285]

若樣軍團
若樣軍團是在第19張單曲《及時行事》中所產生的企劃組合，軍團長為若月佑美，除外，每個人都有一個代表自己的餐具，且每個人的名字恰巧都有「美」字，代表曲為《失戀清潔工》。若月畢業後，軍團長及筷子擔當由二代目筷子君（箸くん）堀未央奈接任，軍團名稱改為堀樣軍團（改名後直至堀畢業為止並未有新曲推出）。
- 若月佑美（筷子擔當）、梅澤美波（刀子擔當）、山下美月（湯匙擔當）、阪口珠美（叉子擔當）；第二代筷子君（團長）為二期生堀未央奈。

華之94年組（华の94年組）
第10張單曲《第幾次的藍天？》中的C/W曲《迂迴的愛情》（遠回りの愛情），由當時剛過成人式（即1994年出生）的8位成員組成。
- 永島聖羅、桜井玲香、西野七瀨、若月佑美、中田花奈、井上小百合、能條愛未、大和里菜。中心成員為永島聖羅、桜井玲香。

炸雞姐妹（からあげ姉妹）
歌曲包括：第12張單曲《太陽敲敲門》中的收錄曲《無表情》、第23張單曲《Sing Out!》中的收錄曲《曖昧》、商業合作歌曲，動畫《寵物小精靈 旅途》的開場曲《1·2·3》等，並有收錄於第10張單曲《第幾次的藍天？》特典中的雙人PV《食物連鎖》及第11張單曲《生命如此美好》特典中的PV續篇。
- 生田繪梨花、松村沙友理

女子高中四重奏（女子校カルテット）
歌曲有：第17張單曲《大影響家》中的收錄曲《人生的思考》（人生を考えたくなる）、第22張單曲《想繞遠路回家》中的收錄曲《告白的順序》（告白の順番）、第2張專輯《屬於我們的位子》中的收錄曲《口頭約定》（口約束），由同為女子高中畢業的四人組成。
- 秋元真夏、櫻井玲香、中田花奈、若月佑美

姐坂
第17張單曲《大影響家》中的收錄曲《意外BREAK》，由四位當時的年上組成員所組成。
- 衛藤美彩、白石麻衣、高山一實、松村沙友理

NASUKA（ナスカ）
第17張單曲《大影響家》中的收錄曲《Another Ghost》。
- 西野七瀨、齋藤飛鳥、伊藤萬理華，組合名稱來自3人名字的片假名單字合稱。

滿天星（かすみ草）
第17張單曲《大影響家》中的收錄曲《坦率的故事》（当たり障りのない話）。
- 生駒里奈、井上小百合、星野南、堀未央奈，「滿天星」的花語為「著名配角」，是有能力在背後撐起主角的成員，代表四人的團內定位。

妹坂
第20張單曲《同步巧合》中的收錄曲《言靈砲》，由四位3期生組成。
- 大園桃子、久保史緒里、山下美月、與田祐希。同時，四人因團內位置、人氣、發展等原因，亦被粉絲合稱為3期四天王。

藤櫻梨
第20張單曲《同步巧合》中的收錄曲《能變成雲就好了》（雲になればいい）。
- 衛藤美彩、桜井玲香、生田絵梨花，組合名稱來自三人名字的漢字單字合稱。

溫泉三重唱（温泉トリオ）
第3張專輯《最初的夢想》中的收錄曲《對不起，果汁奶昔》（ごめんね、スムージー），由三位關係友好，並於冠名番組《乃木坂工事中》有過一次三人溫泉之旅企劃的成員組成。
- 伊藤萬理華、井上小百合、中元日芽香

新・華之2001年組（新‧华の2001年組）
第29張單曲《Actually…》中的收錄曲《有價值的東西》（価値あるもの），按照華之94年組的概念，由8位成員組成。
- 遠藤櫻、賀喜遙香、金川紗耶、北川悠理、久保史緒里、阪口珠美、佐藤璃果、中村麗乃，中心成員為久保史緒里。

乃木坂輕音部
第30張單曲《喜歡是件搖滾的事！》中的收錄曲《做夢的肌肉》（夢を見る筋肉），由五位成員加一位支援樂手組成，繼承乃木團團內樂隊位置的組合。
- 伊藤理理杏（Vo.）、林瑠奈（Vo.）、松尾美佑（Dr.）、向井葉月（Gt.）、矢久保美緒（Ba.），支援樂手為和田真彩from乃木團（Key.）。

錢湯女孩（錢湯ガールズ）
第31張單曲《不存在於此的事物》中的收錄曲《錢湯狂想曲》（銭湯ラプソディー）。
- 梅澤美波、金川紗耶、田村真佑、山下美月、與田祐希

乃木坂野球部
第32張單曲《人們終將再度追夢》中的收錄曲《Never say never》，由熱愛棒球的五位成員組成。
- 久保史緒里、向井葉月、金川紗耶、黑見明香、柴田柚菜

頸公主
第36張單曲《放縱日》中收錄曲《給你的Ditto》
- 筒井彩萌、弓木奈於、五百城茉央、奧田伊呂波、川崎櫻

真佑糖協會
第36張單曲《放縱日》中收錄曲《不黏人的小貓》
- 田村真佑、池田瑛紗、一之瀨美空、小川彩、菅原咲月

楓糾正軍團
第36張單曲《放縱日》中收錄曲《Keep in touch》
- 佐藤楓、林瑠奈、松尾美佑、富里奈央、中西阿爾諾

另外尚有多個未有公式名稱的組合，當中不乏一些在支持者和公眾之中認受度極高的組合，如御三家、生生星、七月櫻等等。在這些無名組合中，合作次數最多的是由伊藤萬理華、井上小百合、齊藤優里、櫻井玲香、中田花奈、西野七瀨、若月佑美等7人結成的組合，中心成員為西野七瀨，共有3首作品：第6張單曲《Girls' Rule》中的收錄曲《從其他星星而來》（他の星から）、第9張單曲《夏天的Free&Easy》中的收錄曲《我如果不去的話會是誰去？》（僕が行かなきゃ誰が行くんだ？）、第13張單曲《此刻，想說話的對象》中的收錄曲《間隙》（隙間），成員和支持者間均以此組合的第一首歌曲為名，暱稱她們為「他星組」。

#### 跨组合合作
麻友坂46
麻友坂46（日语：まゆ坂46）乃是AKB48成員渡邊麻友與該團體所組成，成員為渡邊麻友（中心陣位）、生田繪梨花、生駒里奈、伊藤萬理華、井上小百合、齊藤優里、櫻井玲香、白石麻衣、高山一實、中田花奈、西野七瀨、橋本奈奈未、深川麻衣、星野南、松村沙友理、若月佑美；合作曲目為《不再綁雙馬尾》（ツインテールはもうしない）。
小嶋坂46
小嶋坂46（日语：こじ坂46）為AKB48成員小嶋陽菜與該團體所組成，首度出現的場合為2014年9月17日舉辦的「AKB48家族 猜拳大會2014」，當小嶋登台欲與兼任AKB48的生駒里奈對戰之際，在川後陽菜、永島聖羅、齊藤優里、中田花奈等成員簇擁下登場。同年10月5日在「乃木坂46 Under Live Second Series」演唱會中共計16名成員組成，包括：小嶋陽菜（中心陣位）、生駒里奈、伊藤純奈、川後陽菜、川村真洋、齊藤優里、相樂伊織、佐佐木琴子、鈴木絢音、寺田蘭世、中田花奈、永島聖羅、能條愛未、山崎怜奈、渡邊米麗愛、和田真彩。合作曲目為《风的螺旋》（風の螺旋）及《倾斜》（傾斜する）。
指坂46
指坂46（日语：さし坂46）為HKT48成員指原莉乃與該團體在2014年12月16日舉辦「第4屆AKB48紅白對抗歌合戰」時所組成，成員包含：指原莉乃（中心陣位）、秋元真夏、衛藤美彩、齋藤飛鳥、相樂伊織、佐佐木琴子、深川麻衣、堀未央奈。
乃木坂AKB
乃木坂AKB為參與AKB48第43張單曲《你就是旋律》Type-E B面曲〈混和體〉的成員所組成。
- 乃木坂46成員：生田繪梨花、櫻井玲香、白石麻衣、西野七瀨、深川麻衣、松村沙友理
- AKB48家族成員：小嶋陽菜（中心陣位）、入山杏奈、大和田南那、島崎遙香、橫山由依、柏木由紀、加藤玲奈、松井珠理奈、指原莉乃、宮脇咲良

坂道AKB（第一次）
坂道AKB（第一次）為AKB48第47張單曲《Shoot Sign》中Type-E收錄歌曲《你最愛的 是誰？》由AKB48集團、乃木坂46、櫸坂46成員所合作組成的特別企劃組合，此首歌曲的中心位置由櫸坂46成員平手友梨奈擔任。
- 乃木坂46
  - 伊藤萬理華、北野日奈子、齋藤飛鳥、寺田蘭世、星野南、堀未央奈[288]
- 櫸坂46
  - 今泉佑唯、菅井友香、平手友梨奈、渡邊梨加、渡邊理佐、長濱禰留[288]
- AKB48家族
  - 岡田奈奈、小栗有以、小嶋真子、向井地美音（以上AKB48）、松井珠理奈（SKE48）、宮脇咲良（HKT48）[288]

坂道AKB（第二次）
坂道AKB（第二次）為AKB48第51張單曲《Ja-Ba-Ja》中Type-E收錄歌曲《無國境時代》由AKB48集團、乃木坂46、櫸坂46成員所合作組成的特別企劃組合，此首歌曲的中心位置由櫸坂46成員長濱禰留擔任。
- 乃木坂46
  - 大園桃子、久保史緒里、齋藤飛鳥、堀未央奈、山下美月、與田祐希
- 櫸坂46
  - 今泉佑唯、小林由依、菅井友香、長濱禰留、渡邉理佐
- 平假名欅坂46
  - 加藤史帆
- AKB48家族
  - 岡田奈奈、岡部麟、小栗有以、向井地美音（以上AKB48）、松井珠理奈（SKE48）、宮脇咲良（HKT48）

坂道AKB（第三次）
坂道AKB（第三次）為AKB48第55張單曲《回憶上心頭DAYS》中Type-B收錄歌曲《初戀之門》由AKB48集團、乃木坂46、櫸坂46、日向坂46成員所合作組成的特別企劃組合，此首歌曲的中心位置由乃木坂46成員山下美月擔任。
- 乃木坂46
  - 梅澤美波、大園桃子、久保史緒里、山下美月、與田祐希
- 櫸坂46
  - 小池美波、小林由依、菅井友香、鈴本美愉、土生瑞穗
- 日向坂46
  - 加藤史帆、小坂菜緒、齊藤京子、佐佐木美玲、渡邊美穗
- AKB48家族
  - 矢作萌夏、福岡聖菜、山內瑞葵、岡部麟、小栗有以、下尾美羽、坂口渚沙（以上AKB48）、梅山恋和（NMB48）、田中美久（HKT48）、瀧野由美子（STU48）

IZ4648
2018年12月，由AKB48集團、乃木坂46、櫸坂46、IZ*ONE的選拔成員所組成的特別組合。其所演唱的歌曲《必然性》收錄於AKB48第55張單曲《回忆上心头DAYS》，各團選拔成員如下：
- 乃木坂46：白石麻衣、西野七瀨、齋藤飛鳥、堀未央奈、梅澤美波、山下美月
- 櫸坂46：菅井友香、渡邊理佐、長濱禰留、小林由依、土生瑞穗、小池美波
- AKB48集團：柏木由紀、岡田奈奈、小栗有以、横山由依（以上AKB48）、須田亞香里（SKE48）、指原莉乃（HKT48）
- IZ*ONE：宮脇咲良、矢吹奈子、本田仁美、權恩菲、曹柔理、張員瑛

## 音樂合作
| 樂曲                   | 合作品項 | 收錄作品                       |
| ---------------------- | --- | ------------------------------ |
| 窗簾圍繞               | 明治「明治手工巧克力通過窗簾篇」廣告配樂 | 1st單曲《窗簾圍繞》            |
| 左胸的勇氣             | 日本職業足球聯賽2012 官方應援曲 | 1st單曲《窗簾圍繞》            |
| 來吧Shampoo            | HTC NIPPON「HTC J」廣告配樂 | 2nd單曲《來吧Shampoo》         |
| HOUSE! off vocal ver.  | 文化放送節目《乃木坂46的「乃」》片頭曲 | 2nd單曲《來吧Shampoo》         |
| 奔馳吧！Bicycle        | House食品「Mega Shaki」廣告配樂 | 3rd單曲《奔馳吧！Bicycle》     |
| 人為什麼奔跑？         | 2012年國際足總U-20女子世界盃 官方主題曲 | 3rd單曲《奔馳吧！Bicycle》     |
| 制服模特兒             | HTC NIPPON「HTC J Butterfly」廣告配樂 北海道放送 TBS系「2013 HBC盃跳台滑雪競技大會」片尾曲 | 4th單曲《制服模特兒》          |
| 指望遠鏡               | MBS、TBS系動畫《MAGI魔奇少年》（第1～12集）片尾曲 | 4th單曲《制服模特兒》          |
| 不在這兒的某處         | NHK BS動畫《棉花小兔》片尾曲 | 4th單曲《制服模特兒》          |
| 你就是希望             | 電影《超能力研究部的3人》主題曲 | 5th單曲《你就是希望》          |
| 乾脆一點               | House食品「Mega Shaki」、「Mega Shaki口香糖」、「Giga Shaki」廣告配樂 | 5th單曲《你就是希望》          |
| Girls' Rule            | 樂天「樂天超級促銷 執行委員會（肉類・螃蟹）篇」廣告配樂 日本電視台節目《NOGIBINGO!》片頭曲 | 6th單曲《Girls' Rule》         |
| 世界上最孤獨的Lover    | 日本電視台 週六深夜電視劇《BAD BOYS 搞怪少年》插曲 | 6th單曲《Girls' Rule》         |
| 月亮的大小             | 東京電視台動畫《火影忍者疾風傳》第14期 主題曲 | 7th單曲《髮夾》                |
| 浪漫的開始             | House食品「Mega Shaki」、「Giga Shaki」廣告配樂 NHK BS《乃木坂46的學旅！》片頭曲 | 8th單曲《察覺時已是單戀》      |
| 第幾次的藍天？         | HTC「HTC J Butterfly（HTL 23）」廣告配樂 | 10th單曲《第幾次的藍天？》     |
| 生命如此美好           | 治山商事「治山ｘ乃木坂46 再見制服篇」廣告配樂 7gogo「755努力篇」、「755真開心篇」廣告配樂 | 11th單曲《生命如此美好》       |
| 慢慢恢復中             | 塔莉雅「Palty」廣告配樂 | 11th單曲《生命如此美好》       |
| 太陽敲敲門             | 7-Eleven「7-Eleven 促銷活動 乃木坂46」宣傳歌 東京電視台 電視劇24《初森BEMARS》片頭曲 | 12th單曲《太陽敲敲門》         |
| 更多夢想               | 東京電視台 電視劇24《初森BEMARS》片尾曲 | 12th單曲《太陽敲敲門》         |
| 此刻，想說話的對象     | 電影《好想大聲說出心底的話。》主題曲 JR東日本水務事業「From AQUA〜谷川連峰的天然水〜」廣告配樂 | 13th單曲《此刻，想說話的對象》 |
| POPIPAPAPA             | Samantha Thavasa「Samantha Thavasa Petit Choice」廣告配樂 | 13th單曲《此刻，想說話的對象》 |
| 忘卻悲傷的方法         | 電影紀錄片《忘記悲傷的方法 Documentary of 乃木坂46》主題曲 | 13th單曲《此刻，想說話的對象》 |
| 當春紫苑盛開時         | SIZE BOOK「sizebook」廣告配樂 遊戲《乃木戀～在坡道下，那一天我戀愛了～》廣告配樂 | 14th單曲《當春紫苑盛開時》     |
| 契機                   | 7-Eleven「7-Eleven 促銷活動 乃木坂46」宣傳歌 | 2nd專輯《屬於我們的位子》      |
| 空氣感                 | 塔莉雅「Palty」廣告配樂 | 2nd專輯《屬於我們的位子》      |
| 離岸少女               | JR東日本水務事業「From AQUA〜谷川連峰的天然水〜」廣告配樂 | 15th單曲《赤腳Summer》         |
| 專屬光芒               | 日本電視台《第36回 全國高等學校問答選手權》主題曲 | 15th單曲《赤腳Summer》         |
| 大影響家               | 治山商事「SULA TECHNOSUIT」廣告配樂 富士電視台迷你節目《My first baito》插曲 dip「Baitoru」廣告配樂 京樂産業.「P彈珠機 乃木坂46」廣告配樂 | 17th單曲《大影響家》           |
| 意外BREAK              | BS東京電視台節目《東京電腦俱樂部 〜程式設計女孩的零基礎遊戲製作〜》片頭曲 | 17th單曲《大影響家》           |
| 流星迪斯可             | dip「Baitoru」廣告配樂 | 3rd專輯《最初的夢想》          |
| 跳傘                   | 7-Eleven「7-Eleven 促銷活動 乃木坂46」宣傳歌 BS東京電視台節目《東京電腦俱樂部 〜程式設計女孩的零基礎遊戲製作〜》片頭曲 | 3rd專輯《最初的夢想》          |
| 回憶優先               | 遊戲《乃木戀～在坡道下，那一天我戀愛了～》廣告配樂 | 3rd專輯《最初的夢想》          |
| Rewind那一天           | BS東京電視台節目《東京電腦俱樂部 〜程式設計女孩的零基礎遊戲製作〜》片頭曲 | 3rd專輯《最初的夢想》          |
| 漫長夏日…              | 富士電視台《御台場大家的夢大陸2017》主題曲 | 18th單曲《蜃景》               |
| 能盡情哭泣不是很好嗎？ | 日本電視台《第37回 全國高等學校問答選手權》應援曲 | 18th單曲《蜃景》               |
| 女人無法獨自入眠       | 電影《神力女超人》形象曲 | 18th單曲《蜃景》               |
| 蜃景                   | dip「Baitoru」廣告配樂 富士電視台《My first baito》插曲 | 18th單曲《蜃景》               |
| 及時行事               | 電影《薙刀社青春日記》主題曲 治山商事「各區域應援祭」廣告配樂 富士電視台《My first baito》插曲 | 19th單曲《及時行事》           |
| 同步巧合               | 治山商事「2018新鮮人特賣會」、「成為春天的第一人」廣告配樂 7-Eleven「7-Eleven 促銷活動 乃木坂46」宣傳歌 | 20th單曲《同步巧合》           |
| 能變成雲就好了         | 富士電視台《週六鬧鐘新聞》片頭曲 | 20th單曲《同步巧合》           |
| 空扉                   | 電影《劇場版 七大罪 天空的囚徒 》主題曲 | 21st單曲《以自我為中心！》     |
| 我喜歡過你，但是…      | 日本電視台《第38回 全國高等學校問答選手權》應援曲 | 21st單曲《以自我為中心！》     |
| 想繞遠路回家           | 治山商事「i-Shirt」『懷疑所謂完全免熨篇』、「2019新鮮人特賣會」『美腿美到讓人驚掉下巴篇』廣告配樂 富士電視台《乃木坂46的The Dream Byte!〜工作方式改革！向夢想挑戰！〜》片頭曲                                                                                                | 22nd單曲《想繞遠路回家》       |
| 不成眠的商隊           | 日本紅十字會「二十歲獻血活動篇」、「加油篇」廣告配樂 | 22nd單曲《想繞遠路回家》       |
| 即刻〜殘美傳説〜       | 日本電視台 電視劇《殘美》主題曲 | 4th專輯《直到此刻化成為回憶》  |
| 毫無特色的戀愛         | 日本可口可樂「芬達」『芬達坂學園 變臉瓶篇』廣告配樂 | 4th專輯《直到此刻化成為回憶》  |
| Sing Out!              | 日本可口可樂「芬達」『芬達坂學園 坦率瓶篇』廣告配樂 | 23rd單曲《Sing Out!》          |
| 第四道光芒             | 日本電視台《乃木坂去哪裡》片頭曲 | 23rd單曲《Sing Out!》          |
| 你，認識我嗎？         | 電影紀錄片《不知不覺，來到了這裡 Documentary of 乃木坂46》主題曲 | 24th單曲《黎明來臨前無須逞強》 |
| 我的信念               | 日本電視台《高中生Qize2019》主題曲 | 24th單曲《黎明來臨前無須逞強》 |
| 再見 Stay with me      | Bourbon Fettuccine 軟糖「如果猶豫了，就選更讓人心動的那一方篇」廣告配樂 | 25th單曲《幸福的保護色》       |
| I see…                 | dTV原創電視劇《SAMU的故事》主題曲 dTV原創電視劇《遇見猴子》主題曲 富士電視台《乃木坂46的The Dream Byte!》片頭曲 日本電視台《乃木坂短劇》片頭曲 乃木坂46 forTUNE meets「線上握手＆問候會」廣告配樂 東京電視台《有吉eeeee！對了！現在去你家打電動，好嗎？》2021年3月期ED主題曲 | 25th單曲《幸福的保護色》       |
| 奇幻三色麵包           | 電影《別對映像研出手！》主題曲 | 25th單曲《幸福的保護色》       |
| 有明天的理由           | 日本電視台《第40回 全國高等學校問答選手權2020》主題曲 | 26th單曲《我會喜歡上自己的》   |
| Wilderness World       | 「荒野行動」合作歌曲 | 26th單曲《我會喜歡上自己的》   |
| 我會喜歡上自己的       | 治山商事「無論什麼場合篇 女士版」廣告配樂 日本紅十字會「二十歲獻血活動篇」、「應援訊息篇」廣告配樂 | 26th單曲《我會喜歡上自己的》   |
| 人們終將再度追夢       | 菓匠三全「乃木坂46 久保史緒里的宮城・仙台 旅遊手冊」廣告配樂 BS東京電視台節目《東京電腦俱樂部》片頭曲 | 32rd單曲《人們終將再度追夢》   |
| Never say never        | 職業棒球電子競技聯賽「eBASEBALL職業棒球A聯賽」2023賽季 大會應援曲 | 32rd單曲《人們終將再度追夢》   |
| 放縱日                 | 高絲「讓迷霧保持新爽」『11人篇』、『巴士篇』、『泳池篇』、『舞蹈篇』廣告配樂 | 36th單曲《放縱日》             |
| 那道光                 | TOKYO MX《ATRI -My Dear Moments-》片頭曲 | 36th單曲《放縱日》             |
| Same numbers           | So-net「乃木坂46╳So-net合作企劃活動」『光之絲』篇、『乃木坂46、感動』篇、『So-net 每週介紹！』篇 廣告配樂 | 39th單曲《Same numbers》       |

## 書籍

### 寫真集
- 乃木坂派（2013年10月22日發行，雙葉社）[291]
- 季刊 乃木坂（東京新聞通信社）
  - vol.1 早春（2014年3月5日）[292]
  - vol.2 初夏（2014年6月12日）[293]
  - vol.3 涼秋（2014年9月4日）[294]
  - vol.4 彩冬（2014年12月26日）[295]
- 初森BEMARS電子寫真集（樂天Kobo）
  - Vol.1（2015年8月14日）[296]
  - Vol.2（2015年9月11日）[297]
- 「初森BEMARS」公式寫真集（2015年10月22日，幻冬舍）[298]
- 遲了一小時的我愛你（.；2016年8月5日，主婦與生活社）[299]
- 乃木撮（講談社）[註 32]
  - VOL.01（2018年6月26日）[300]
  - VOL.02（2019年12月17日）[301]
  - VOL.03（2023年1月24日）[302]

- 五期生寫真集－這些日子、我在乃木坂（あの頃、乃木坂にいた；2024年2月20日，MAGAZINE HOUSE）[303][304]

### 刊物連載
- B.L.T.（2011年10月24日 - ，東京新聞通信社） - NOGI STYLE[305]。
- 乃木坂46版「NOGI CAMERA」（2011年11月24日 - ，東京新聞通信社） - 後台花絮[306]。
- BUBKA（2011年11月30日－，白夜書房）－乃木坂之亂[307]
- YOUPAPER（2012年9月15日 - ，YOUPRESS） - HAPPY VOICE[308]。
- Samurai ELO（日语：Samurai ELO）（2012年9月24日 - ，Inforest（日语：インフォレスト）） - 美女散步[309]。
- （2013年3月12日 - ，朝日新聞出版）[310]
- EX大眾（日语：EX大衆）（2013年5月15日 - ，雙葉社） - Nogimate[311][註 33]。
- mina（2013年8月20日 - 、主婦之友社（日语：主婦の友社）） - [312]。
- 月刊ENTAME（德間書店） 
  - 乃木坂2/46、為什麼? 乃木坂46的不思議（2013年12月28日－）[313]。
  - NOGIMANIA（2015年5月30日－）[314]
- 週刊Big Comic Spirits（2014年10月20日－，小學館）－週刊・乃木坂46通信[315]
- 達文西（2015年3月6日－，KADOKAWA）－乃木坂活字部！[316]
- 週刊Playboy（2015年3月16日－，集英社）－乃木坂物語[317]
- 日刊體育靜岡版（2016年1月22日－，日刊體育新聞社）－登上去吧！！深川×若月[318][註 34]
- HUSTLE PRESS（2016年1月29日－，HUSTLE PRESS）－乃木選[319]
- Newtype（2016年5月10日－，角川書店）－Nogizaka Newtype[320]
- FRIDAY（2017年2月24日－，講談社）－乃木撮[321]
- An An（2017年8月23日－，MAGAZINE HOUSE）－「女子的流行單品」特集[322]
- with（2018年8月28日－，講談社）－乃木坂OL項目（不定期）[323]

### 相關書籍
- 乃木坂と、まなぶ（2014年3月18日，朝日新聞出版）[324]
- 乃木坂46公演「16人的主角」trois 公式宣傳冊（2014年7月28日，樂天）[325]
- 映畫 超能力研究部的3人 公式書籍（2014年12月5日，講談社）[326]
- 別冊角力 總力特集 乃木坂46（KADOKAWA）
  - vol.01（2016年4月2日）[327]
  - vol.02（2016年6月29日）[328]
  - vol.03（2016年10月3日）[329]
  - vol.04（2017年7月3日）[330]

- N46MODE（光文社）[331]
  - vol.0（2017年11月1日）
  - vol.1（2019年7月1日）
  - vol.2（2022年5月10日）

- 10年の歩き方（2023年3月29日，KADOKAWA）[332]

## 甄選會

### 1期成員甄選會
- 應徵資格：2011年4月1日，12歲至24歲女性[333]
- 第一次審査、書面報名：截至2011年7月20日，應徵總數為38934人[334]
- 第二次審査、面試：8月6日至7日，日本全國（札幌、仙台、東京、名古屋、大阪、福岡、沖繩）
- 最後審査：8月20日至21日，SME乃木坂大樓，56人[335]
- 結果發表：8月21日
- 最終結果：合格者36人[336]，合格率為1081.5倍。其中2人於團體正式出道前離團，另秋元真夏因學業原因暫停活動，至組合第4張單曲始歸隊[註 35]

### 2期成員甄選會
- 應徵資格：2013年3月31日，13歲至22歲女性[337]
- 第一次審査、書面報名：應徵總數為16302人[338]
- 結果發表：5月3日至12日的演出中逐名公布
- 最終結果：合格者14人，合格率為1164.42倍[339]。其中相樂伊織因學業原因暫停活動，至组合第10張單曲始歸隊。

### 3期成員甄選會
- 應徵資格：2016年7月19日，12歲至20歲女性[340]
- 第一次審査、書面報名：截至2016年7月19日，應徵總數為48986人[341]
- 第二次審査、面試：東京（2016年7月30日-31日）、札幌・福岡（8月3日）、名古屋（8月5日）、靜岡・金澤（8月6日）、新潟・高知（8月7日）、大阪（8月8日-9日）、仙台・鹿兒島（8月12日）、群馬・沖繩（8月13日）[340]
- 第三次審査、專長：東京（2016年8月19日-20日）
- 第四次審査、面試：東京（2016年8月21日）[342]
- 最終審査、合格者決定：東京（2016年9月4日）[註 36]
- 最終結果：在第四次審查前，共選出13名參加者，於最終審查前有1人辭退[78]，因此最終有12人合格，合格率為4082.16倍[78]。2016年9月4日，在《乃木坂46 第三期生決定特別節目！》（LINE LIVE）中，合格者首次亮相[78]。同時，合格者中的大園桃子被選為第三期生的暫定中心成員[342]。此外，這次甄選也與大型出版社合作舉辦了特別企劃。共有20家雜誌的負責人參與觀摩甄選[342]，並從合格者中選出各自的特別獎得主，獲得特別獎的成員將確定登上該雜誌的刊登頁面[註 37]。

### 4期成員甄選會（坂道合同新規成員甄選會）
2018年6月1日起，乃木坂46、櫸坂46、平假名櫸坂46聯合舉行「坂道聯合成員甄選會」（坂道合同新規メンバー募集オーディション），為坂道系列首次跨團體共同舉辦成員徵選活動。
- 最終結果：合格者39人，合格率為3312.35倍。其中11人作为4期生加入乃木坂46。

#### 坂道研修生
- 在坂道合同成員甄選會後未被即時分配至各坂道組合的合格者以「坂道研修生」身份繼續接受培訓。於2020年2月16日進行的SHOWROOM直播中，隊長秋元真夏宣佈坂道研修生中，有5人被分配加入乃木坂46，與先前的11人同列為4期生。

### 5期成員甄選會
- 應徵資格：2021年8月10日，12歲至20歲女性[343]
- 報名形式：單人應募或團體應募（最多三人）
  - 團體應募者第二次審查後以單人方式審查
- 第一次審査、書面報名：截至2021年8月11日[註 39]，應徵總數為87852人[344]
- 第二次審査、線上：8月20日至24日
- 第三次審査、面試：東京・名古屋・仙台（2021年9月4日）、大阪・福岡・札幌（2021年9月5日）
- 第四次審査、面試：東京（2021年9月18日）
- 最後審査：東京（2021年9月19日）
- 研修生活動期間：2021年10月～12月
- 結果發表：12月
- 公布成員：2月2日至8日（每日公布一名，三人因學業因素於3月後公布）
- 最終結果：合格者11人，合格率為7986.54倍。[345]

### 6期成員甄選會
- 應徵資格：2024年8月31日，12歲至20歲女性[346][347]
- 春組[346]
  - 報名時間：2024年2月2日－3月5日
  - 第一次審查、書面報名
  - 第二次審查、線上：2024年3月23日－27日
  - 第三次審查、面試：（2024年4月13日、札幌 / 4月14日、福岡・仙台 / 4月20日、名古屋 / 4月21日、大阪 / 4月27 - 28日、東京）
  - 第四次審查、面試：（2024年5月18日、東京）
  - 研修生（成員候補生）最終審查：（2024年5月19日、東京）
- 夏組[347]
  - 報名時間：2024年6月28日－7月29日
  - 第一次審查、書面報名
  - 第二次審查、線上：2024年8月10日－12日
  - 第三次審查、面試：（2024年8月23日、福岡 / 8月24日、大阪・仙台 / 8月25日、名古屋・札幌 / 8月31日・9月1日、東京）
  - 第四次審查、面試：（2024年9月28日、東京）
  - 研修生（成員候補生）最終審查：（2024年9月29日、東京）
- 公布成員：2月6日至10日（春組）、2月14日至19日（夏組）開始於官方YouTube《乃木坂配信中》中公布（每日公布一名）[275]
- 最終結果：合格者11人（春組5人+夏組6人）[275]

## 獎項
|        | 獎項名                                 | 得獎名               | 得獎作品                                |
| ------ | -------------------------------------- | -------------------- | --------------------------------------- |
| 2013年 | 第27回日本金唱片大獎                   | 藝人組年度新人獎     |                                         |
| 2015年 | 第29回日本金唱片大獎                   | 最佳五首單曲獎       | 第幾次的藍天？                          |
| 2015年 | 第28回最佳眼鏡搭配獎                   | 特別獎               |                                         |
| 2016年 | 第30回日本金唱片大獎                   | 最佳五首單曲獎       | 太陽敲敲門                              |
| 2016年 | 第2回聖誕珠寶獎                        | 歌手部門             |                                         |
| 2017年 | 第31回日本金唱片大獎                   | 最佳五首單曲獎       | 再見的意義                              |
| 2017年 | 第50回日本有線大獎                     | 音樂優秀獎           | 大影响家                                |
| 2017年 | 第59回日本唱片大獎                     | 大獎                 | 大影响家                                |
| 2017年 | 第59回日本唱片大獎                     | 優秀作品獎           | 大影响家                                |
| 2018年 | 第32回日本金唱片大獎                   | 最佳五首單曲獎       | 蜃景                                    |
| 2018年 | 新浪微博Account Festival in Japan 2018 | 人氣偶像團體獎       |                                         |
| 2018年 | 第60回日本唱片大獎                     | 大獎                 | 同步巧合                                |
| 2018年 | 第60回日本唱片大獎                     | 優秀作品獎           | 同步巧合                                |
| 2019年 | 第33回日本金唱片大獎                   | 最佳五首單曲獎       | 同步巧合、以自我為中心！                |
| 2019年 | 新浪微博Account Festival in Japan 2019 | 人氣偶像團體獎       |                                         |
| 2019年 | 第61回日本唱片大獎                     | 優秀作品獎           | Sing Out!                               |
| 2020年 | 第34回日本金唱片大獎                   | 最佳五首單曲獎       | Sing Out!、黎明來臨前無須逞強           |
| 2020年 | 第34回日本金唱片大獎                   | 最佳五张專輯獎       | 直到此刻化成回憶                        |
| 2020年 | 第62回日本唱片大獎                     | 優秀作品獎           | 世界中的鄰居啊                          |
| 2021年 | 新浪微博Account Festival in Japan 2021 | 人氣女子偶像團體獎   |                                         |
| 2021年 | 第35回日本金唱片大獎                   | 最佳五首單曲獎       | 幸福的保护色                            |
| 2021年 | 第63回日本唱片大獎                     | 優秀作品獎           | 對不起Fingers crossed                   |
| 2022年 | 第36回日本金唱片大獎                   | 最佳五首單曲獎       | 對不起Fingers crossed、我會喜歡上自己的 |
| 2022年 | 第36回日本金唱片大獎                   | 最佳五张專輯獎       | Time flies                              |
| 2022年 | 新浪微博Account Festival in Japan 2022 | 最佳女子團體獎       |                                         |
| 2023年 | 第37回日本金唱片大獎                   | 最佳五首單曲獎       | 喜歡是件搖滾的事！、不存在於此的事物    |
| 2023年 | MTV日本音樂錄影帶大獎2023              | 最佳團體音樂錄影帶獎 | 獨自一人的天堂                          |
| 2024年 | 第38回日本金唱片大獎                   | 最佳五首單曲獎       | 獨自一人的天堂                          |
| 2025年 | MTV日本音樂錄影帶大獎2025              | 最佳流行音樂錄影帶獎 | 步道橋                                  |

## 乃木坂46合同會社
乃木坂46全體成員所屬的經紀公司為「乃木坂46合同會社」（乃木坂46LLC）。附屬於乃木坂46合同會社的「乃木坂46營運委員會」（乃木坂46運営委員会）負責整個團體的營運工作，由日本索尼音樂出身的資深音樂製作人今野義雄擔任委員長。而在2015年櫸坂46成立、2019年日向坂46成立後，今野同時擔任這3團的營運委員會委員長，在總製作人秋元康的職權以外，負責乃木、櫸（櫻）、日向等坂道3團各項幕後製作與指導事務。

## 商標登錄
根據專利資訊平台「J-PlatPat」，乃木坂46的標誌已作為商標註冊。權利人為日本索尼音樂娛樂。

## 外部鏈結
- 乃木坂46 官方網站－乃木坂46LLC（日語）
- 乃木坂46 官方BLOG－乃木坂46LLC（2011年11月11日－）（日語）
- 乃木坂46 OFFICIAL WEB SHOP－乃木坂46LLC（日語）
- 乃木坂46 公式海外關係情報網站－乃木坂46LLC（日語）
- 乃木坂46 日本索尼音樂官方網站 （页面存档备份，存于）
- 乃木坂46 甄選試鏡網站（2021年7月19日－）（日語）
- 乃木坂46 (nogizaka46)的Facebook專頁（2011年8月21日－）
- 乃木坂46的X（前Twitter）（日語）（2011年6月28日－）
- 乃木坂46的Instagram帳戶（2019年8月14日 - ）
- YouTube上的乃木坂46 OFFICIAL YouTube CHANNEL頻道（2012年1月27日－）
- YouTube上的乃木坂配信中頻道（2021年5月9日－）
- 乃木坂46的TikTok（2020年1月1日 - ）
- 乃木坂46 × SHOWROOM成員個人配信（ Archive.today的存檔，存档日期2019-01-06） - SHOWROOM
- 乃木動畫 （页面存档备份，存于）（2020年6月21日 - ）
- 乃木動畫的Instagram帳戶
- 乃木坂46官方的哔哩哔哩个人空间（2020年6月26日 - ）（简体中文）
- 乃木坂46的新浪微博（2017年10月10日 - ）（简体中文）
- 中国会员站（2019年12月24日－2022年12月31日）（简体中文）
- 乃木坂46的Spotify （页面存档备份，存于）
- 乃木坂46的Apple Music （页面存档备份，存于）
- 乃木坂46的LINE MUSIC （页面存档备份，存于）